# Salvador Allende
Salvador Guillermo Allende Gossens (AFI: [salβaˈðoɾ ɡiˈʎermo aˈʎende ˈɣosens]; Santiago del Cile, 26 giugno 1908 – Santiago del Cile, 11 settembre 1973) è stato un politico cileno, Presidente del Cile dal novembre del 1970 al settembre del 1973, prima personalità politica dichiaratamente marxista ad esser stata mai eletta democraticamente alla carica di Presidente d'un qualsiasi paese delle Americhe e, secondo alcuni, addirittura del mondo.
Laureatosi in Medicina e Chirurgia presso l'Università del Cile, dalla quale fu per un certo periodo allontanato e inquisito per le sue posizioni politiche verso la fine dei propri studi, figurò, nel 1933, tra i fondatori e principali animatori del Partito Socialista del Cile. Successivamente eletto deputato al Congresso nazionale cileno nel 1937, venne nominato Segretario nazionale del suo partito nel 1943, e ricoprì la carica di Ministro della Sanità e delle Politiche Sociali; infine, nel 1945, divenne senatore e, nel 1966, Presidente del Senato cileno. Eletto, nel 1970, Presidente della Repubblica cilena come candidato socialista democratico d'orientamento marxista all'interno della coalizione di governo nota come Unità Popolare, composta, oltreché dal suo stesso Partito, dal Partito Comunista del Cile, dal Movimento d'Azione Popolare Unitario (MAPU, un partito social-cattolico nato da una scissione dell'ala sinistra del Partito Democratico Cristiano del Cile) e dal Partito Radicale del Cile, s'impegnò celermente nella progressiva e pacifica conversione della società cilena in una di stampo socialista attraverso un particolare programma di governo battezzato la vía chilena al socialismo. Per via di ciò, i suoi sostenitori e ammiratori, che si riferivano spesso a lui come Compañero Presidente ("Compagno Presidente"), lo annoverano tra i pochi rivoluzionari non violenti.
Fu deposto l'11 settembre del 1973 da un golpe dell'esercito cileno, segretamente appoggiato dalla CIA e dall'amministrazione del Presidente degli Stati Uniti d'America Richard Nixon che, per quasi l'intero mandato di Allende, s'impegnarono a indebolire la stabilità del Paese tramite l'utilizzo di considerevoli operazioni di boicottaggio economico (legali e non), contribuendo alla sua deposizione. Secondo lo studioso Loris Zanatta, la crisi fu causata prevalentemente da fattori endogeni come la situazione economico-finanziaria. Secondo le fonti ufficiali, la maggioranza degli storici e la figlia Isabel Allende Bussi, morì suicida, in circostanze estremamente drammatiche, a causa dei continui bombardamenti della sede presidenziale da parte dell'aviazione militare cilena e degli scontri tra il suo corpo di guardia personale e i golpisti - nel Palacio de La Moneda a Santiago del Cile, ma furono in molti a sostenere che in verità fosse stato ucciso dai militari golpisti. A seguito del golpe il generale Augusto Pinochet, leader degli insorti, instaurò una brutale dittatura retta da una giunta militare da lui presieduta, andando così a interrompere un lungo periodo (più di quarant'anni) di governi democratici susseguitisi nel Paese.

## Biografia

### Origini e famiglia
Allende nacque a Santiago del Cile il 26 giugno del 1908 con il nome di Salvador Isabelino del Sagrado Corazón de Jesús Allende Gossens, ma che successivamente modificò legalmente in Salvador Guillermo Allende Gossens, ultimogenito dei sei figli di Salvador Allende Castro (1871-1932), un avvocato e politico cileno, nativo di Valparaíso e di origini basche e spagnole, e di Laura Gossens Uribe (1877-1962), una donna profondamente religiosa, figlia a sua volta di un immigrato belga di etnia vallone e di una benestante donna cilena nativa di Concepción e di origini basche e spagnole. Il suo nome fu ripreso da quello di uno dei suoi fratelli, morto ancora piccolo.

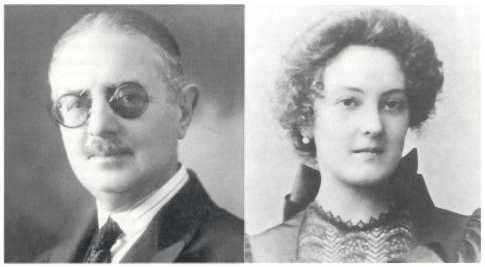
I genitori di Allende: Salvador Allende Castro e Laura Gossens Uribe.

Entrambi i genitori appartenevano ad abbienti famiglie borghesi dalle salde tradizioni politiche liberali e progressiste.
Il nonno paterno, Ramón Allende Padin (1845-1884), un facoltoso medico chirurgo e accademico, soprannominato el Rojo (letteralmente "il Rosso") per via dei suoi capelli rosso fuoco, fu un membro attivo del Partito Radicale del Cile (così come due dei suoi stessi figli, ovvero il padre e lo zio di Allende) per il quale ricoprì anche importanti incarichi pubblici, oltreché massone con il grado di Serenissimo Gran Maestro della Gran Loggia del Cile, la principale del Paese, e fondatore della Loggia di Valparaíso (della quale furono membri di spicco anche Allende e suo padre). Anti-clericale e convinto assertore della separazione tra Stato e Chiesa, fu inoltre fondatore, nella sua natia Valparaíso, delle prime scuole laiche del Paese, le Blas Nuevas, sotto il controllo della massoneria.
Nel 1940, Allende sposò Hortensia Bussi Soto, soprannominata "Tencha", dalla quale ebbe tre figlie: Carmen Paz, María Isabel e Beatriz; inoltre si occupò della famiglia della giovanissima cugina e futura scrittrice Isabel Allende Llona, abbandonata dal padre, che Allende considerava come una nipote (la stessa scrittrice lo chiamava zio). Allende ebbe numerose relazioni extraconiugali nel corso della sua vita. Allende è anche zio, attraverso sua sorella maggiore Laura (deputata per il Partito Socialista del Cile), della psicologa infantile Verónica Pascal Allende, madre dell'attore Pedro Pascal, principalmente noto per la sua interpretazione del principe Oberyn Martell nel celebre serial de Il Trono di Spade e dell'ispettore Javier Peña nella serie Netflix Narcos.

### Inizio dell'attività politica

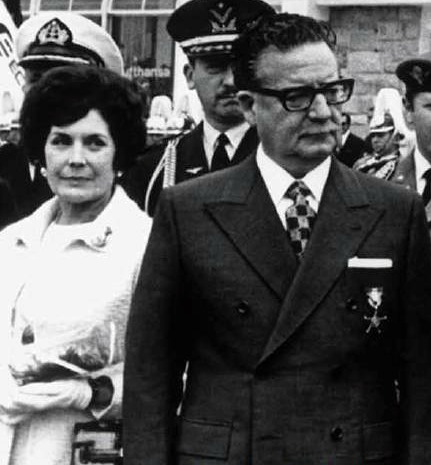
Allende e la moglie Hortensia.

Allende frequentò il liceo Eduardo de la Barra a Valparaíso; proprio in quegli anni conobbe l'anarchico italiano Juan De Marchi, modesto calzolaio emigrato da Torino, che influenzò profondamente la sua formazione giovanile. Infatti Allende prima di passare alle letture di Marx, approfondì e apprezzò i teorici dell'anarchismo come Bakunin, Errico Malatesta e Kropotkin, oltre al socialista Paul Lafargue, genero di Marx.
Sergio Vuskovic, ex sindaco comunista di Valparaíso, affermò che Allende era un marxista eterodosso, libertario e anti-leninista, in quanto rifiutava l'idea del monopartitismo e quella della dittatura del proletariato:
(Citato in P. Guzmán, Salvador Allende)
(Patricio Guzmán)

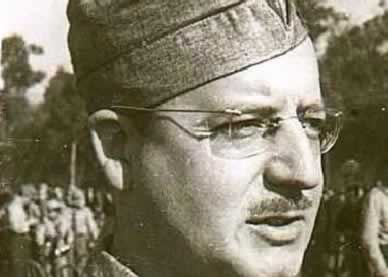
Allende nel 1937.

Dopo gli studi, esercitò dapprima la professione di medico. Nella sua tesi di laurea vi erano anche idee che successivamente avrebbe rinnegato, tra le quali una sua parziale adesione alle teorie eugenetiche di Cesare Lombroso, che però lo stesso Allende criticava per le sue rigide e pseudoscientifiche formulazioni di criminologia, oltre a un apprezzamento per le idee mediche di Nicola Pende ed Enrico Ferri, scienziati italiani che avevano sottoscritto e sostenuto il Manifesto della razza del fascismo.
Nel 1937 fu però tra i firmatari di un telegramma al governo tedesco in cui si denunciavano apertamente le politiche di persecuzione rivolte alla popolazione ebraica, dimostrando così la sua avversione verso l'antisemitismo.
Ateo e massone (fu iniziato il 16 novembre del 1935 nella Loggia "Progresso" N. 4, di Valparaíso, fondata da suo nonno Ramón Allende Padin), Allende, da convinto marxista, criticò aspramente il sistema capitalistico. Probabilmente già durante gli studi universitari si avvicinò al primo nucleo di quello che da lì a qualche anno sarà il Partito Socialista del Cile, del quale sarebbe poi divenuto il principale leader. Allende nel 1937 fu eletto per la prima volta deputato al Congresso.

### Allende ministro
Nel 1938 fu nominato Ministro della Sanità e delle Politiche Sociali in un governo di coalizione tra radicali e socialisti, entro il quale si adoperò nell'estensione del sistema sanitario pubblico anche alle frange più deboli della popolazione. Fu inoltre autore di una vasta gamma di riforme sociali progressiste, comprese le leggi sulla sicurezza e protezione dei lavoratori nelle fabbriche, l'aumento delle pensioni per le vedove, leggi a tutela della maternità e distribuzione di cibo e programmi educativi gratuiti per bambini in età scolare.

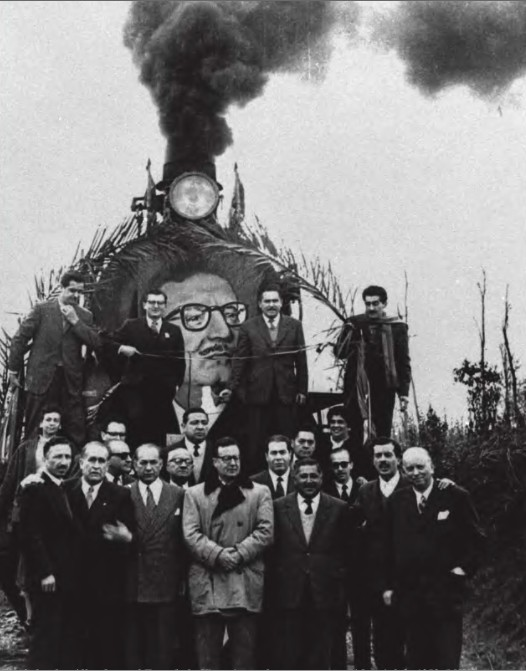
La campagna elettorale alle presidenziali del 1958, con il cosiddetto "treno della vittoria".

#### Controversie
Allende sostenne anche una controversa legge, ispirata all'eugenetica e sul modello di quelle esistenti allora, ad esempio, negli Stati Uniti e in Svezia, che rendeva possibile, secondo i detrattori e anche per alcuni storici, la sterilizzazione da adulti di malati di mente, alcolisti cronici, epilettici, personalità definite "asociali" e individui affetti dalla corea di Huntington, e istituiva inoltre il trattamento sanitario obbligatorio della tossicodipendenza e delle malattie sessuali (compresa l'omosessualità, che la psichiatria di allora considerava una malattia). La legge non fu approvata.
Rimase ministro fino al 1942. Nel 1943 divenne segretario del suo partito e nel 1945 fu eletto al Senato.

### Candidature alla presidenza ed elezioni
Uscì dal Partido socialista popular e fu candidato alla presidenza della repubblica nel 1952 nel Frente del Pueblo, ottenendo il 5,45%. Si ricandidò alla presidenza nel 1958 con il partito socialista, e raccolse il 28,85% dei voti, perdendo contro il conservatore Jorge Alessandri, e poi ancora nel 1964, dove ottenne il 38,93%, sconfitto dal democristiano Frei.
Dal 1966 al 1969 fu presidente del Senato cileno. Nel 1968 Allende si adoperò per salvare i sopravvissuti della spedizione fallita di Ernesto Che Guevara in Bolivia, consentendo loro di tornare a Cuba; inoltre venne in possesso del diario personale di Guevara, redatto nei giorni precedenti alla sua morte, e lo spedì a L'Avana.
Nelle elezioni presidenziali in Cile del 1970 Allende si candidò per la quarta volta alla presidenza. Oltre all'appoggio degli operai e degli studenti, ebbe l'aiuto della borghesia progressista (professionisti e piccoli imprenditori vicini alla sinistra) e del mondo intellettuale, tra cui spiccarono il poeta Pablo Neruda (inizialmente candidato presidenziale per il Partito Comunista del Cile), il cantante Victor Jara e gli altri membri della Nueva Canción Chilena, come gli Inti-Illimani che eseguirono spesso l'inno della campagna di Unidad Popular, Venceremos, il cui testo era opera di Jara.
Promise che, se eletto presidente, era sua intenzione promuovere riforme socialiste, la cosiddetta "via cilena al socialismo".

#### Le manovre della CIA ed elezione

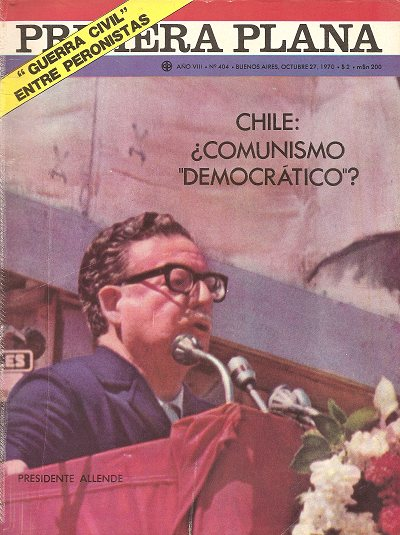
Copertina del settimanale argentino Primera plana, che annuncia la vittoria elettorale di Salvador Allende.

Allende alle elezioni del 3 settembre 1970 con poco più di un terzo dei voti, come leader della coalizione Unidad Popular, ottenne il primo posto al voto con 1 070 334 preferenze, ma non raggiunse il 50% dei voti (36,3% a lui, il 34,9% all'ex presidente Jorge Alessandri conservatore, e il 27,4% a Radomiro Tomic, del Partito Democratico Cristiano del Cile).
Una volta che Allende era risultato primo alle elezioni, non avendo ottenuto la maggioranza assoluta il presidente sarebbe stato scelto, come prevedeva la Costituzione, dal Congresso, con un ballottaggio con il candidato giunto secondo.
La CIA, con il proprio appoggio logistico alla Democrazia Cristiana cilena, condusse operazioni nel tentativo di spingere il Presidente uscente del Cile, Eduardo Frei Montalva, a bloccare la ratifica, da parte del Congresso, della nomina di Allende a nuovo Presidente. Il piano della CIA era di persuadere il Congresso cileno a eleggere presidente l'avversario di Allende, il candidato del Partito Liberal Conservatore Jorge Alessandri Rodríguez.
Sempre secondo il piano, Alessandri avrebbe prontamente rassegnato le dimissioni dopo essere stato eletto, per poter indire nuove elezioni. Con il ricorso a questo escamotage, Eduardo Frei avrebbe così potuto ripresentarsi alle elezioni nell'apparente formale rispetto della legalità (la Costituzione cilena allora vigente vietava infatti i mandati presidenziali consecutivi), e presumibilmente avrebbe sconfitto Allende.
In ogni caso, alla fine, Frei, nonostante le fortissime pressioni statunitensi, non se la sentì di forzare la Costituzione bloccando la ratifica, così in Congresso anche i democristiani di Frei votarono Allende come presidente, a patto però che firmasse uno "Statuto di Garanzie Costituzionali" nel quale garantiva che le sue riforme socialiste non avrebbero stravolto nessun elemento della Costituzione cilena, e così nella seduta del 24 ottobre 1970 fu eletto presidente, insediandosi il 3 novembre.

## Presidenza

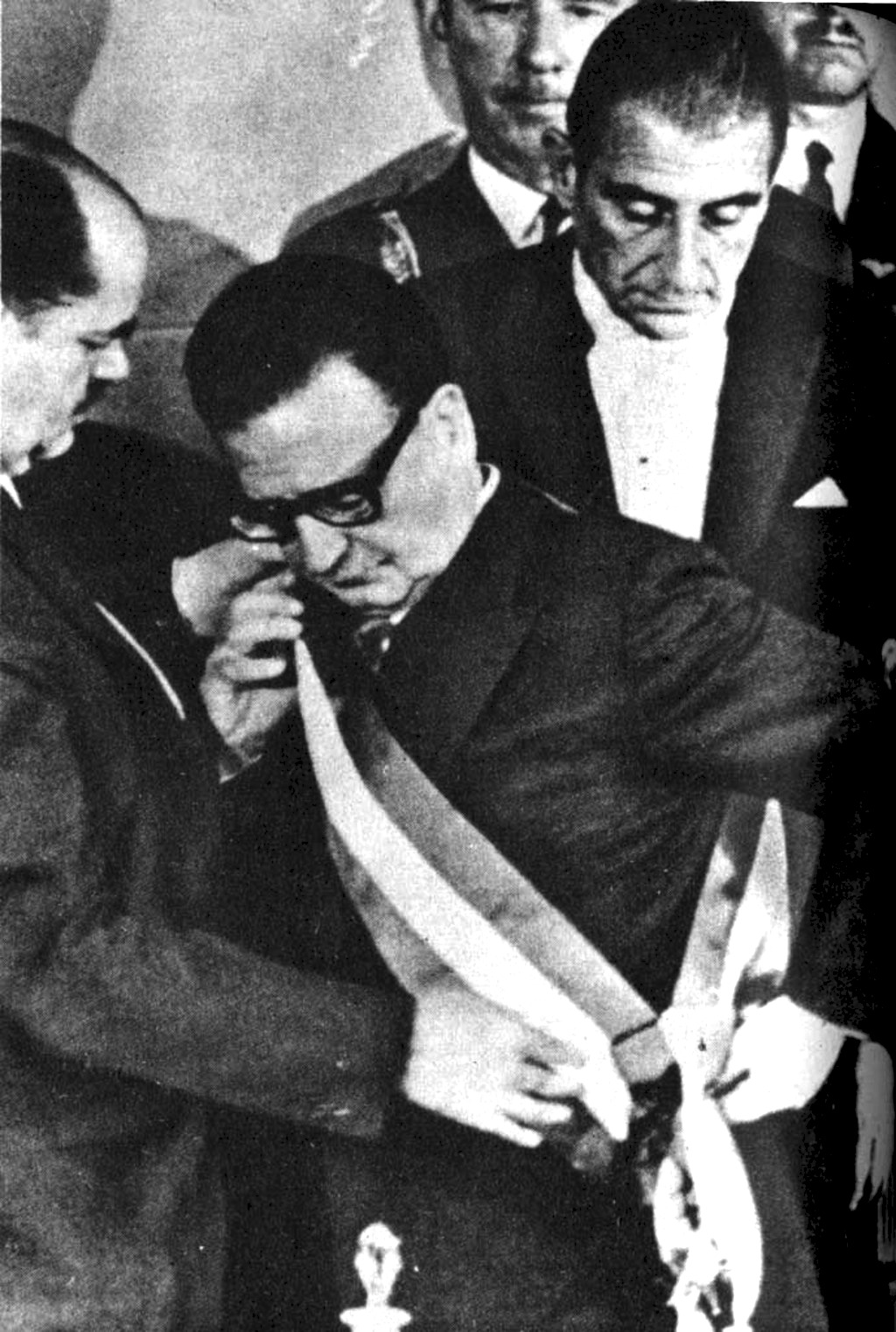
L'investitura presidenziale di Allende.

Arrivato al potere con il 36% dei suffragi, all'interno della coalizione che lo aveva sostenuto e che annoverava, accanto ai partiti d'orientamento marxista come il suo, i cattolici di sinistra e i radicali, chiarì da subito di sentirsi il presidente di tutti i cileni.
Le accuse di sbilanciamento verso l'estrema sinistra, però, trovavano allarmata attenzione presso gli Stati Uniti, che manifestarono di considerare pericolosa la sua crescita politica, ovviamente non solo per motivi legati all'ideologia, stanti gli enormi interessi economici statunitensi in quell'area. Documenti recentemente desecretati del governo USA hanno confermato che precisi e inequivocabili ordini erano stati diramati agli agenti della CIA per prevenire l'elezione di Allende alla presidenza o, ove ciò non si fosse potuto impedire, per creare condizioni favorevoli per un golpe.
Anche prima della sua vittoria elettorale, Allende attirò rapidamente su di sé il veto dell'establishment politico statunitense. A causa delle sue idee socialiste, si cominciò a temere che ben presto il Cile sarebbe diventato una nazione comunista e sarebbe entrato nella sfera d'influenza dell'Unione Sovietica.
Per di più gli Stati Uniti d'America avevano cospicui interessi economici in Cile, con società come ITT, Anaconda, Kennecott e altre. L'amministrazione Nixon, in particolare, fu la più strenua oppositrice di Allende, per il quale nutriva un'ostilità che il Presidente ammetteva apertamente. Durante la presidenza Nixon, i cosiddetti "consiglieri" statunitensi (che avrebbero imperversato in buona parte dell'America Latina per tutti gli anni settanta e ottanta) tentarono di impedire l'elezione di Allende tramite il finanziamento dei partiti politici avversari. Si sostiene che lo stesso Allende abbia ricevuto finanziamenti da movimenti politici comunisti esteri, ma tale ipotesi rimane ufficialmente non confermata, e in ogni caso la portata degli eventuali contributi sarebbe stata ben minore rispetto alle possibilità di "investimento" statunitensi.

### Lavia cilena al socialismo
(Salvador Allende, risposta al giornalista Joseph Novitski durante l'intervista al New York Times del 4 ottobre 1970)
Una volta insediato il governo di Unidad Popular, Allende incominciò ad attuare la sua "piattaforma" di conversione socialista della società cilena. Il piano di riforme socialiste del governo Allende prese il nome di «rivoluzione con empanadas e vino rosso», a sottolinearne quindi la natura essenzialmente pacifica.

#### Nazionalizzazioni

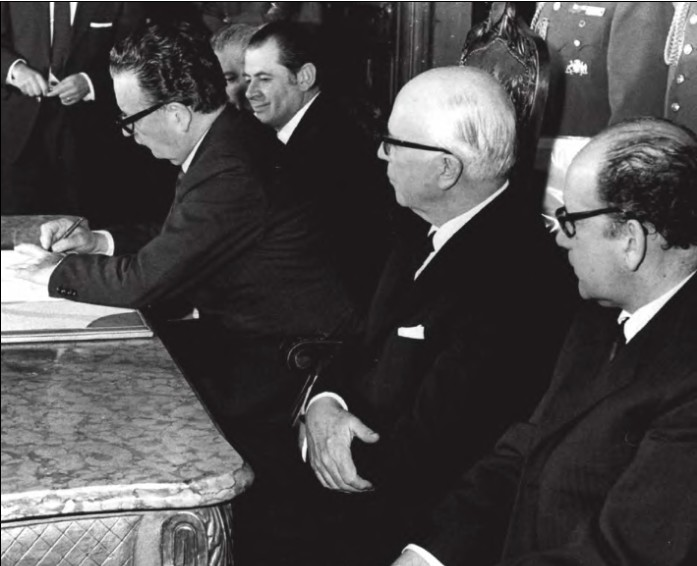
Allende firma il decreto della nazionalizzazione delle miniere di rame.

Fu avviato un vastissimo programma di nazionalizzazione delle principali industrie private del Paese, fra cui le miniere di rame (già incominciata, in forma negoziata, nel 1964 dal precedente governo democristiano), fino ad allora sotto il controllo della Kennecott e della Anaconda (aziende statunitensi), degli istituti bancari, delle compagnie di assicurazione e, in generale, di tutti punti nevralgici della struttura socio-economica del Paese, tra cui la produzione e distribuzione di energia elettrica, i trasporti ferroviari, aerei e marittimi, le telecomunicazioni, l'industria siderurgica, cementiera, cartaria e della cellulosa. Nel 1973, sotto l'amministrazione Allende, lo Stato giunse dunque a controllare il 90% delle miniere, l'85% delle banche, l'84% delle imprese edili, l'80% delle grandi industrie, il 75% delle aziende agricole e il 52% delle imprese medio-piccole. Si diede poi mano alla riforma agraria in favore delle classi maggiormente disagiate e fu creata una tassazione sulle plusvalenze. Il governo annunciò inoltre una sospensione del pagamento del debito estero e, al tempo stesso, non volle onorare più i crediti che i potentati economici e vari governi esteri avevano concesso via via alle amministrazioni precedenti. Tutto ciò irritò fortemente la media e alta borghesia e da qui la tensione politica nel paese, oltre ovviamente a creare un discreto dissenso internazionale. Ciò provocò, seppur gradualmente, una gigantesca fuga di capitali, soprattutto esteri, un'inflazione galoppante e il blocco di molte attività economiche, portando così al formarsi di continue proteste sociali.

#### Laicità
Vi furono poi l'introduzione del divorzio e l'annullamento delle sovvenzioni statali alle scuole private, che irritarono profondamente i vertici della Chiesa cattolica (nonostante molti preti, e anche alcuni vescovi, seguaci della teologia della liberazione, sostenessero Unidad Popular).

#### Politica sociale

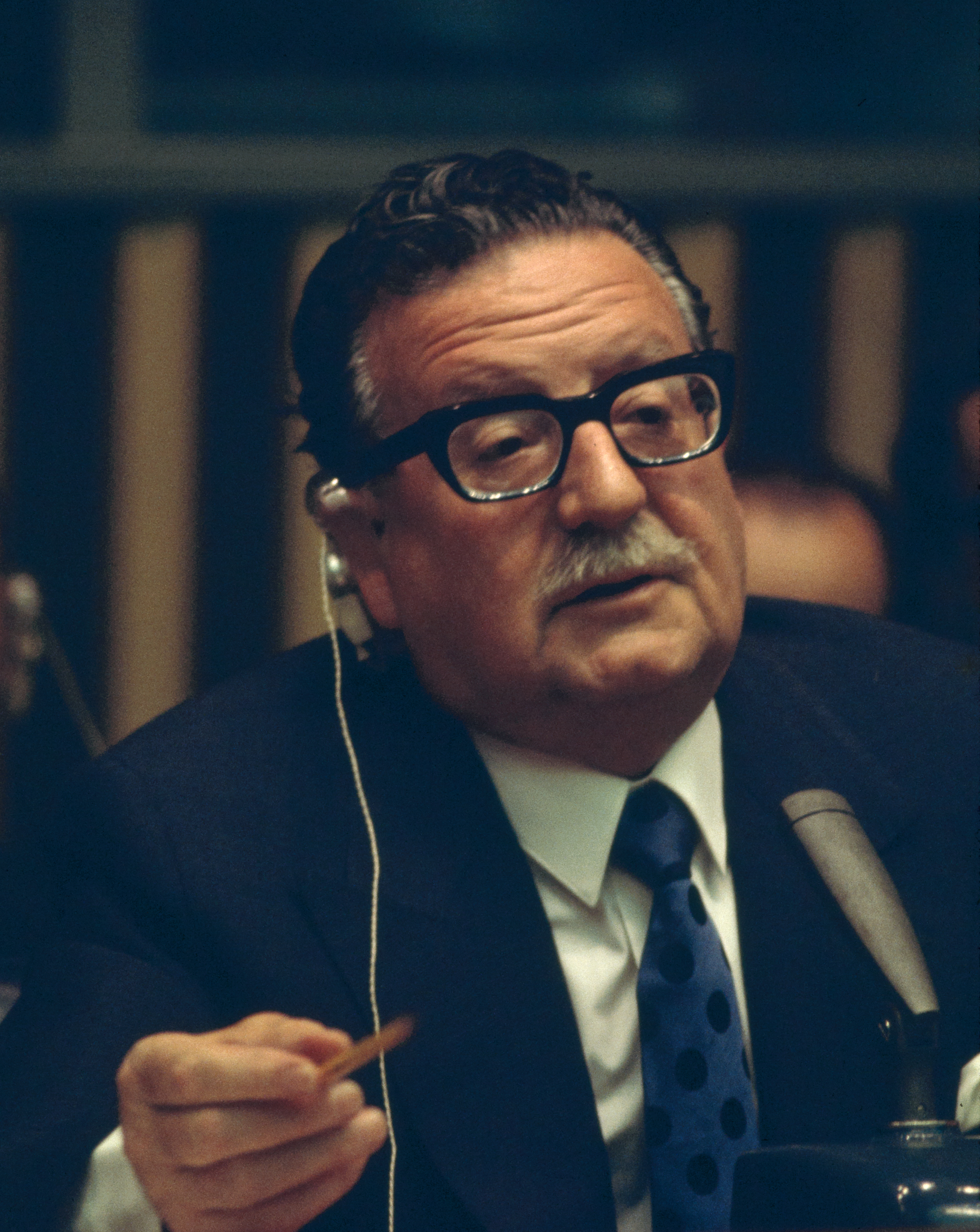
Allende alle Nazioni Unite, New York

Furono inoltre introdotti la garanzia di mezzo litro di latte giornaliero per ogni bambino e neonato cileno, ingenti incentivi all'alfabetizzazione, l'aumento programmatico dei salari, l'applicazione di diverse tutele sociali (come, ad esempio, l'estensione dei diritti di tutela e rappresentanza sindacali anche a quelle categorie generalmente escluse, come i lavoratori stagionali e part-time, e l'introduzione di un salario minimo garantito per i lavoratori di ogni categoria e fascia d'età), il prezzo fisso del pane, la riduzione del prezzo degli affitti, la distribuzione gratuita di cibo ai cittadini più indigenti e l'aumento delle pensioni minime.
Sin dai primi mesi di governo, Allende promosse l'invio nelle regioni meridionali del Cile di 55 000 volontari, allo scopo di fornire istruzione e cure mediche di base alla fascia più povera della popolazione. Inoltre, fu istituita una commissione centrale, composta da rappresentanti del governo, dei sindacati e dei datori di lavoro, per sovrintendere a un piano di pagamento tripartito della forza lavoro nazionale e, inoltre, fu firmato con le maggiori organizzazioni sindacali nazionali un protocollo d'intesa concedente i diritti di rappresentanza degli stessi lavoratori nell'effettivo del Consiglio di Finanziamento del Ministero di pianificazione sociale. In seno al complesso delle imprese nazionalizzate, poi, il governo istituì la formazione di assemblee operaie in grado di far eleggere nei ranghi dei consigli d'amministrazione d'ogni singola azienda, per circa la metà dei suoi componenti, rappresentanti dei lavoratori stessi, oltre ad instaurare un sistema di monitoraggio e controllo dei prezzi, mediante un'articolata rete di agenzie governative, organi consiliari municipali (composti da comuni cittadini) e centri e piattaforme di distribuzione su base inter-distrettuale, direttamente gestite dalle singole comunità, al fine di coordinare e regolamentare le svariate dinamiche di domanda e offerta tra le disparate imprese commerciali nazionali.
Il governo avviò anche un intenso programma di lavori pubblici, tra i quali la metropolitana di Santiago, in modo da interconnettere al meglio le periferie e i quartieri operai al centro delle città, oltre alla costruzione di numerose case popolari e, in generale, l'attuazione di numerosi e sostanziali apporti e riqualificazioni dei servizi igienico-sanitari.
Importanti furono poi gli interventi nell'agricoltura, che permisero ai contadini, braccianti e i piccoli imprenditori coltivatori (in gran parte ex-braccianti che, col tempo, erano riusciti ad acquistare modeste proprietà fondiare o ad allestire piccole imprese di natura familiare), di liberarsi dal giogo di latifondisti e grandi proprietari terrieri, i cui possedimenti furono espropriati. Con l'emanazione di queste nuove politiche, dunque, il latifondo venne definitivamente abolito, con l'esproprio di oltre 4.887 terreni, che il governo nazionalizzò ed affidò, per quanto concernente la loro regolare amministrazione ed usofrutto economico, ai sopracitati contadini e braccianti, riuniti in una sorta di consorzio popolare di cooperative agricole, coordinati dalla gestione congiunta di organi assembleari cittadini e delle singole giunte municipali.

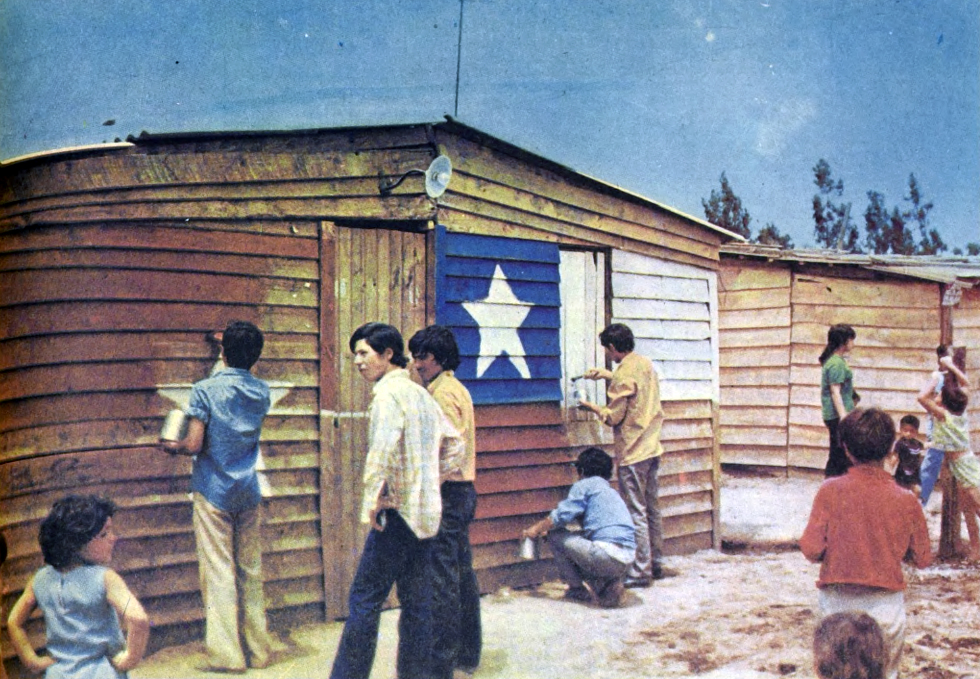
Attivisti di Unidad Popular realizzano un murale di propaganda, al tempo della vittoria elettorale.

L'amministrazione Allende s'impegnò, inoltre, nella costruzione di ospedali e strutture sanitarie nelle zone più povere del Paese, incoraggiando i giovani neolaureati in medicina a esercitarvici la professione, e istituendo inoltre consigli d'amministrazione popolari, da affiancare legalmente a quelli regolari composti da personale medico e ufficiali governativi, al fine di democratizzare le gestione dell'infrastruttura medica nazionale.
Di conseguenza, la spesa sociale, indirizzata verso l'istruzione, le politiche abitative e sanitarie, crebbe fortemente e fu bilanciata da un grande sforzo per ridistribuire la ricchezza a vantaggio dei cileni più poveri, tra cui gli indigeni mapuche. 
Tali ambiziosi progetti, sebbene incompleti, comportarono un netto aumento dei salari e degli assegni famigliari (seppur parzialmente intaccati, in seguito, dalla recrudescenza dell'inflazione) che permisero ai più poveri di nutrirsi o di vestirsi meglio e di godere di un maggiore accesso ai servizi di sicurezza sociale.
Gli effetti delle politiche di redistribuzione della ricchezza sono testimoniate dall'aumento della quota del reddito salariale dal 51,6% (media annuale tra il 1965 e 1970) al 65% e dall'aumento del 12,9% dei consumi delle famiglie e dall'incremento della spesa media personale, pari al 4,8% nel periodo 1965-1970 e che raggiunse l'11,9% nel 1971.

#### Politica culturale

Salvador Allende fotografato in Argentina.

Il governo Allende cercò anche di diffondere l'arte tra la popolazione cilena, attraverso il finanziamento di una serie di iniziative e attività culturali. Con la concessione del voto ai giovani di 18 anni e agli analfabeti, la partecipazione di massa al processo decisionale fu incoraggiato e con esso, assieme alle altre radicali riforme socio-economiche varate dal governo, il graduale smantellamento delle tradizionali strutture gerarchiche del Paese, in linea con i principi dell'egualitarismo socialista. Il governo Allende fu in grado di utilizzare l'idealismo dei suoi sostenitori, con squadre di "Allendistas", che viaggiavano verso le campagne e le baraccopoli a svolgere attività di volontariato.
Nel 1971, il governo acquistò una grande casa editrice privata, la "Quimantu Editoriale", che divenne dunque il centro delle attività culturali dell'amministrazione Allende. Nel giro di soli due anni, ben 12 milioni di copie di libri, riviste e testi documentaristici (8 milioni dei quali erano libri) specializzati in analisi sociali, vennero pubblicati su larga scala a prezzi irrisori. Edizioni economiche delle grandi opere della letteratura mondiale furono stampate su base settimanale e, nella maggior parte dei casi, vendute nel giro d'un solo giorno. La cultura entrò così nella coscienza delle masse per la prima volta, e la popolazione rispose con entusiasmo. L'"Editoriale Quimantu" incoraggiò inoltre la costituzione di biblioteche in centri deposti alle organizzazioni comunitarie e/o sindacali rivolti a tutta la popolazione. Attraverso la fornitura di libri di testo a buon mercato, permise alla sinistra di progredire attraverso il contenuto ideologico della letteratura messa a disposizione dei lavoratori.
Il governo Allende virò inoltre il sistema educativo verso i cileni più poveri, ampliando esponenzialmente le iscrizioni attraverso sussidi governativi. La "democratizzazione" della formazione universitaria venne così ottenuta, rendendo il sistema praticamente gratuito. Ciò portò a un aumento dell'89% nelle iscrizioni universitarie tra il 1970 e il 1973. Il governo Allende aumentò anche il livello d'iscrizione nelle scuole secondarie dal 38% del 1970 al 51% nel 1974. L'iscrizione nella formazione ha raggiunto livelli record, tra cui 3,6 milioni i giovani, e otto milioni di libri scolastici sono stati distribuiti tra 2 600 000 alunni nella scuola primaria. 130 000 studenti sono stati immatricolati dalle università, che divenne accessibile a contadini e operai. Il tasso di analfabetismo venne ridotto dal 12% del 1970 al 10,8% nel 1972, mentre l'iscrizione alla scuola primaria è aumentato da una media annua del 3,4% nel periodo 1966-1970 al 6,5% nel 1971/72. L'istruzione secondaria è cresciuta a un tasso del 18,2% nel 1971/72 e l'iscrizione alla scuola media di bambini tra i 6 e i 14 anni è passata dal 91% (1966-1970) al 99%.

#### Diritti delle donne
Per migliorare le condizioni sociali ed economiche delle donne, venne fondata, nel 1971, la Segreteria delle Donne, che si occupò di assistenza prenatale, servizi di lavanderia, programmi alimentari pubblici, centri diurni e cura della salute delle donne. La durata del congedo di maternità venne inoltre estesa da 6 a 12 settimane.

#### Telecomunicazioni

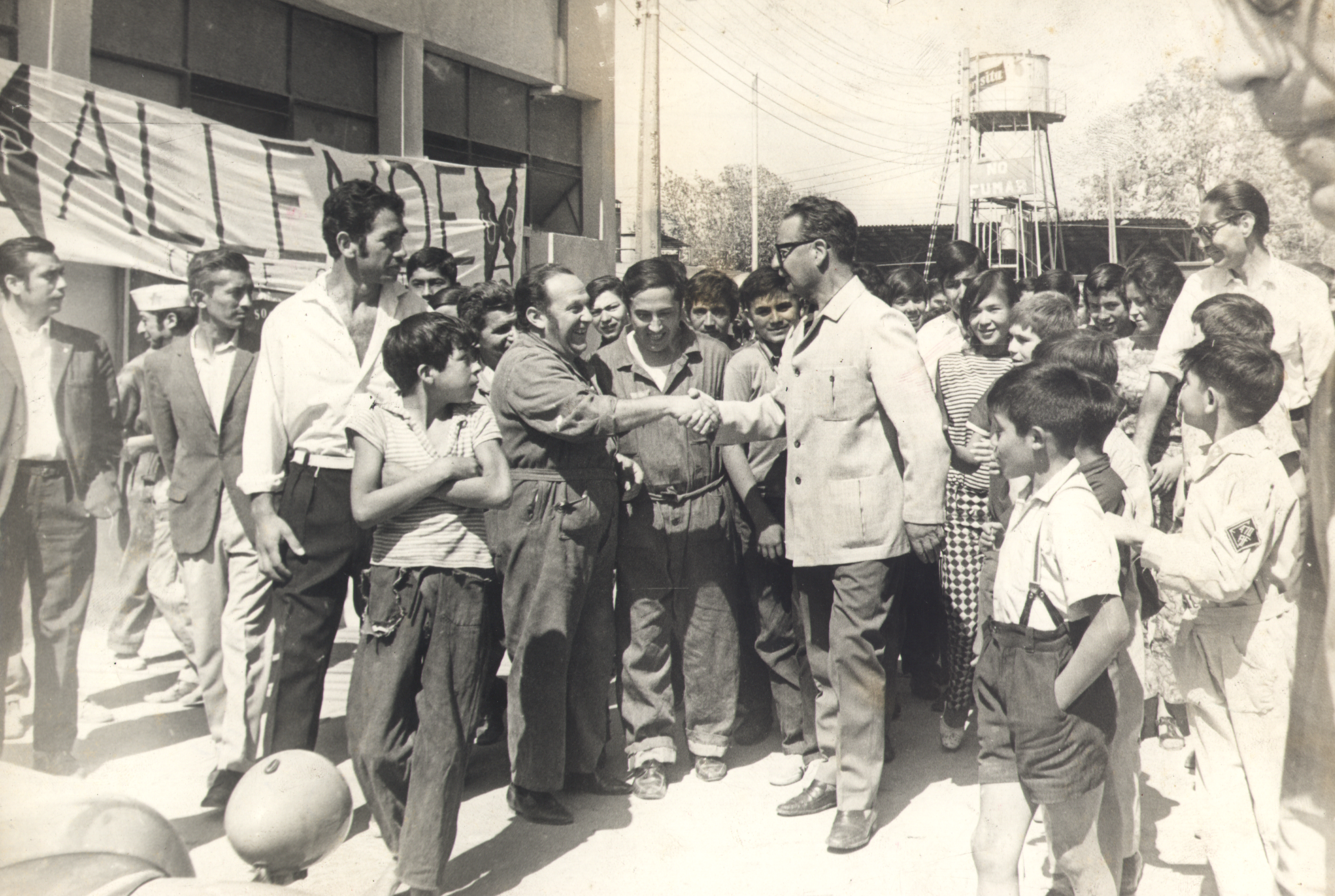
Salvador Allende, 1972.

Allende si impegnò inoltre nell'istituzione del cosiddetto Progetto Cybersyn, un ambizioso decision support system atto a pianificare efficacemente l'economia nazionale in tempo reale. Il Cybersyn, sviluppato sulla base della teoria dei modelli sistemici vitali e del concetto di rete neurale artificiale, applicato nell'ambito dell'organizzazione scientifica dell'apparato industriale da parte di un équipe d'esperti britannici in cibernetica, facenti capo alla figura di Anthony Stafford Beer, consisteva in un sistema informatico articolato in quattro moduli interagenti: una vasta rete di macchine telex distribuita per l'intero complesso industriale nazionalizzato, in grado di ricevere e, allo stesso tempo, trasmettere informazioni di varia entità tra le imprese, il governo e lo stesso computer centrale del sistema (Cybernet); un sofisticato software di modellazione statistica, indirizzato al monitoraggio plurilivellare dei più disparati aspetti del processo produttivo (come, ad esempio, l'indice d'approvvigionamento di materie prime, il tasso di presenza dei lavoratori, ecc.), comunicandolo in tempo reale, affinché fossero in grado d'autogestirsi sapientemente, agli stessi lavoratori e, nell'eventualità che i parametri cadessero al di sotto della soglia ritenuta accettabile per un considerevole margine, anche il governo centrale (Cyberstride); un software di simulazione economica basato su un particolare sistema di filtraggio e controllo bayesiano dei dati, al fine d'articolare un dettagliato prospetto economico generale e, per quanto possibile, le sue possibili conseguenze future (CHECO, acronimo per CHilean ECOnomic simulator); infine, un'evoluta sala operativa, strutturata internamente secondo i principi della Gestaltpsychologie (al fine di favorire un'acquisizione dei vasti flussi d'informazione nella maniera più semplice e veloce possibile), addetta alla generale supervisione dell'intero corpus di dati continuativamente prodotto dal sistema ed alla sua eventuale elaborazione in piani correttivi d'emergenza od anche in semplici modifiche ed apporti ottimizzatori da parte del governo (Opsroom).
Tecnologicamente all'avanguardia per l'epoca, obiettivo dichiarato del Progetto Cybersyn era la costituzione di un'economia pianificata che, al contrario di quella di stampo sovietico, fosse, oltre che dinamica ed efficiente, maggiormente partecipativa e che consentisse dunque, in linea con le teorie cibernetiche di Beer, una generale decentralizzazione del processo gestionale di input-output economico, secondo un modello d'interazione algedonica, ovvero caratterizzato da una suddivisione in quattro livelli operativamente autonomi, ma tra di loro posti in una relazione d'insieme organicistica, dell'economia del Paese (impresa, ramo, settore, totale), in cui, partendo come base dall'autonomia operativo-gestionale di una singola impresa statale, vi si presenta l'intersezione d'un successivo livello se il precedente, di fronte a un'anomalia produttiva d'una determinata entità, non si dimostrasse in grado di rispondervi in un determinato lasso di tempo con i mezzi a propria disposizione. Il Progetto Cybersyn, utilizzato, seppur ancora in fase sperimentale, nell'ottobre del 1972, quando permise con gran successo di far fronte a un massiccio sciopero nazionale dei camionisti scoppiato a seguito dell'inflazione galoppante nel Paese, non fu però ultimato in tempo per la sua effettiva applicazione e, a seguito del golpe dell'anno successivo, definitivamente chiuso e demolito dalle forze armate cilene.
In congiunzione a tale sistema, in alcune municipalidades venne inoltre applicato dalla stessa squadra di sviluppo del Cybersyn un particolare prototipo di sistema di comunicazione costantemente in contatto con l'infrastruttura statale e le varie imprese da essa controllate, tramite una rete di teleschermi collegata a un'interfaccia interattiva, chiamata Cyberfolk, in modo da coinvolgere attivamente la popolazione nella pubblica amministrazione e nel processo di produzione economica (sebbene, a causa dei successivi tumulti socio-economici, non sia stato possibile svilupparlo su larga scala).

### Successi e critiche

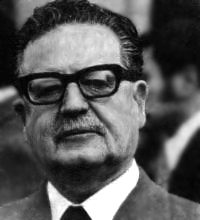
Salvador Allende.

Durante la sua presidenza Allende non ebbe facili rapporti col Congresso cileno, in cui era forte l'influenza del Partito Democratico Cristiano del Cile. I democristiani ritenevano che Allende stesse attentando alla democrazia cilena, asserendo come quest'ultimo stesse cercando di trascinare il Cile verso un regime dittatoriale sulla falsariga del governo cubano di Castro, e, di conseguenza, cercavano strenuamente di moderare molte delle sue maggiori riforme costituzionali. Mercoledì 22 agosto 1973, il plenum della Camera di Deputati si riunì per discutere di gravi violazioni alla costituzione messe in atto dal governo e si propose di votare un accordo di condanna di tali violazioni. Una volta fatto lo scrutinio, il Presidente della Camera dei Deputati alzò la voce e dichiarò approvato per 81 voti contro 47 l’Accordo sottoposto a votazione. Alle 21 e 49 minuti si sciolse la seduta.
Il giorno dopo, 23 agosto, “El Mercurio” titolò così a tutta pagina: “Ha deciso l’Accordo della Camera di Deputati: IL GOVERNO HA VIOLATO GRAVEMENTE LA COSTITUZIONE”JosePinera.org. Acuni arrivarono a invocare l'intervento diretto delle forze armate, tradizionalmente neutrali, per "proteggere la costituzione". Appena prima del golpe del 1973, il tasso inflazionario annuale era cresciuto notevolmente, toccando addirittura punte del 300%. Bisogna tuttavia tener conto, però, che nei mesi seguenti al golpe l'inflazione giunse anche al 700%, scendendo poi sotto il 100% solamente nel 1977 e, nonostante ciò, fino a poco prima della sua tragica attuazione, il Paese vide, seppur parzialmente erosa dall'inflazione, una continua crescita economica, soprattutto in termini di salario reale. Secondo il parere dello storico Paul Sigmund, però, anche qualora il golpe non si fosse verificato, il governo Allende non sarebbe giunto al termine del mandato dei sei anni a meno di modificare radicalmente il proprio operato.

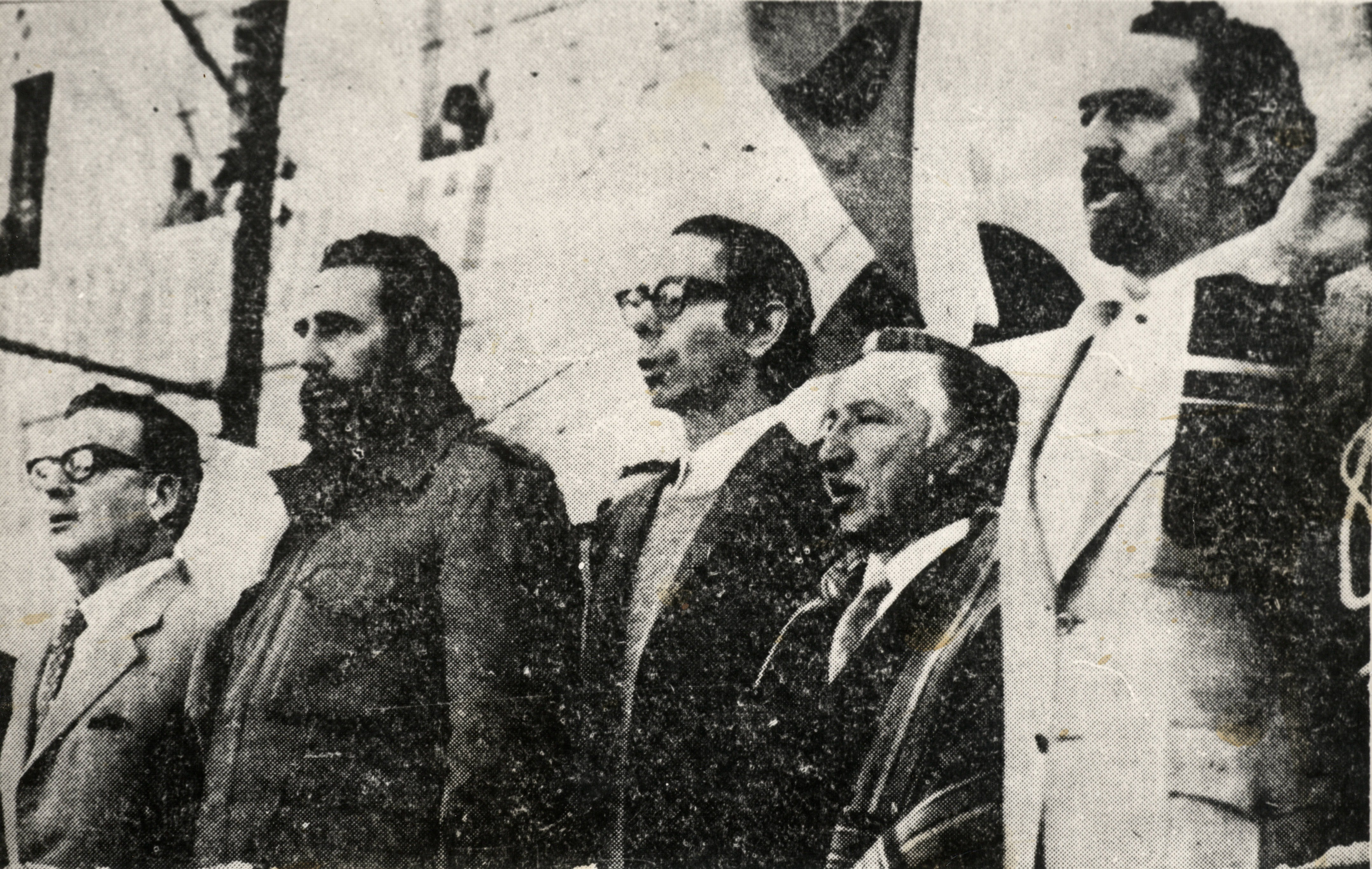
Allende con il leader cubano Fidel Castro e altri.

Nel 1971, a seguito di una singolare visita ufficiale, durata addirittura un mese, del presidente cubano Fidel Castro (con il quale aveva stretto una profonda amicizia personale), Allende annunciò il ripristino delle relazioni diplomatiche con Cuba, nonostante in una dichiarazione dell'Organizzazione degli Stati Americani, cui il Cile aderiva, si fosse stabilito che nessuna nazione occidentale avrebbe concesso aperture verso quello Stato. Allende strinse un rapporto anche col presidente argentino Héctor José Cámpora, peronista di sinistra, e incontrò nel 1973 anche Juan Domingo Perón, leader da sempre malvisto dagli Stati Uniti.
La politica di Allende, sempre più sbilanciata a sinistra verso il socialismo (in parte in accoglimento delle pressioni di alcune delle frange più massimaliste della sua coalizione), e gli stretti rapporti con Cuba, allarmarono Washington.
L'amministrazione Nixon cominciò a esercitare una pressione economica sempre più crescente attraverso molti canali, alcuni dei quali erano legali (come l'embargo), ma molti di più illegali, attraverso il finanziamento degli oppositori politici nel Congresso cileno e nel 1972 attraverso l'inconsueto appoggio economico erogato al sindacato dei camionisti, che paralizzò il paese. Va notato però che la banca americana Import-Export non aveva concesso prestiti nemmeno a Frei, il predecessore di Allende, e che le pressioni per saldare i debiti provenivano spesso da banche private, e quindi le motivazioni erano di carattere economico e non politico.
Allende ricevette il premio Lenin per la pace da parte dell'Unione Sovietica. Fu anche criticato per non aver concesso, così come i predecessori e il successore, l'estradizione in Germania del criminale nazista Walter Rauff, rintracciato in Cile dal centro di Simon Wiesenthal.

## Relazioni esterne durante la Presidenza di Allende

### Coinvolgimento sovietico

#### Il materiale basato sull'"Archivio Mitrokhin"
Secondo l'archivio Mitrokhin, esponenti del KGB, riferendosi ad Allende, affermarono che "gli fu fatta capire la necessità di riorganizzare l'Esercito Cileno e i servizi segreti, istituendo un rapporto tra i servizi d'intelligence del Cile e quelli dell'Unione Sovietica". 
Fu inoltre sostenuto che ad Allende furono dati 30 000 dollari "al fine di consolidare i rapporti di fiducia" con lui. Secondo Vasili Mitrokhin, un importante ex archivista del KGB, di alto livello nella sede del KGB di Yasenevo, Allende presentò una richiesta personale di denaro sovietico attraverso i suoi contatti personali, l'ufficiale del KGB Svyatoslav Kuznetsov, venuto urgentemente in Cile, da Città del Messico per aiutare Allende. L'assegnazione originale di denaro per queste elezioni con il KGB fu di 400 000 dollari con l'aggiunta di un contributo personale di 50 000 dollari, che furono inviati direttamente ad Allende.
Lo storico Christopher Andrew sostenne che l'aiuto del KGB fu un fattore decisivo, in quanto Allende vinse con un margine ristretto di 39 000 voti su un totale di tre milioni. Dopo le elezioni, il direttore del KGB, Jurij Vladimirovič Andropov, ottenne il permesso per l'erogazione di ulteriori fondi e di altre risorse da parte del Comitato Centrale del PCUS al fine di garantire la vittoria di Allende al Congresso. Nella sua richiesta del 24 ottobre, dichiarò che il KGB "effettuerà misure volte a promuovere e consolidare la vittoria di Allende e la sua elezione alla carica di Presidente del Paese". Nel suo file del KGB, Allende fu segnalato per avere "dichiarato la sua disponibilità a collaborare in via riservata e a fornire tutta l'assistenza necessaria, dal momento che si considerava un amico dell'Unione Sovietica". Condivideva volentieri l'informazione politica.

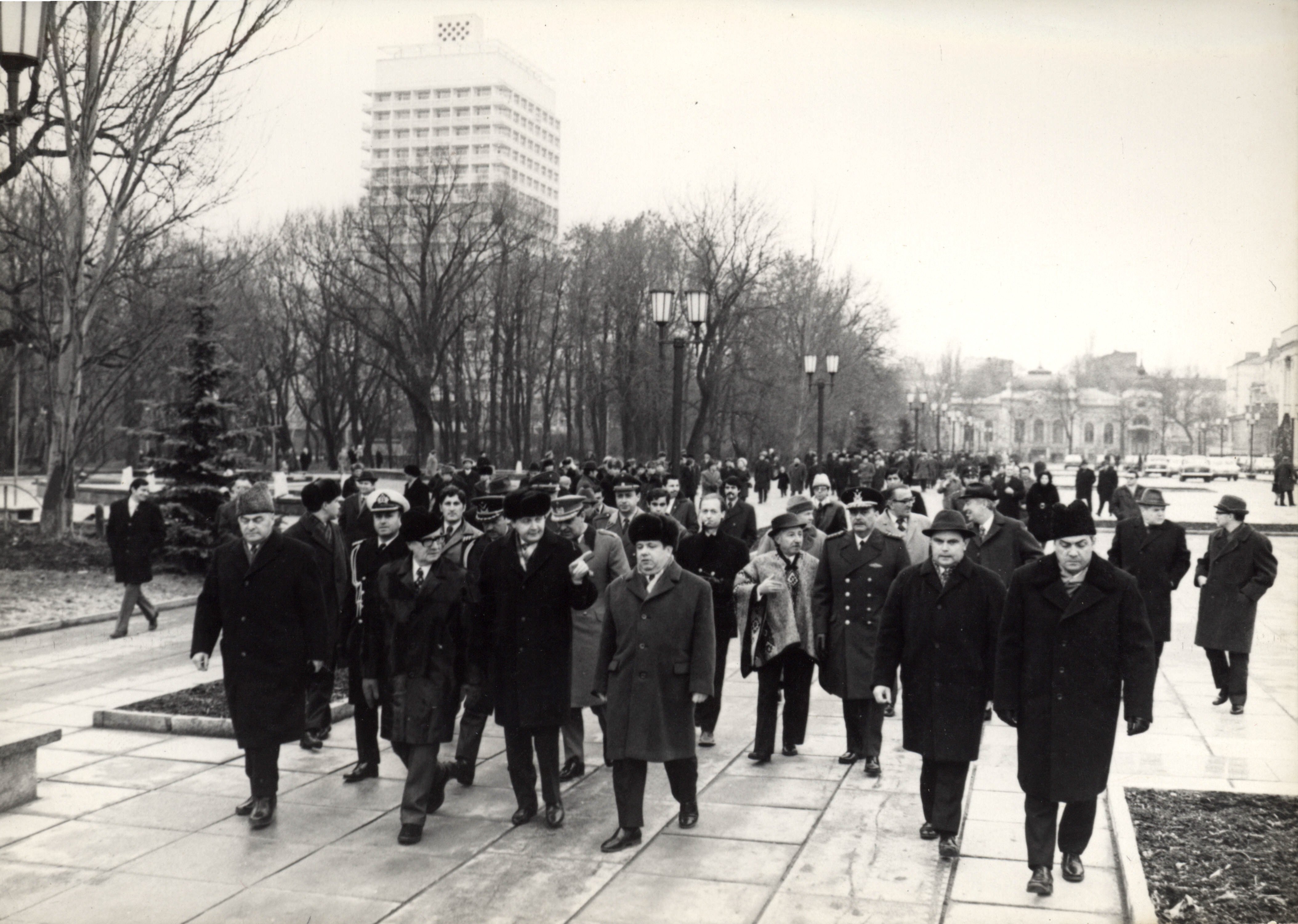
Allende in visita a Mosca.

Andrew scrisse che, dopo le elezioni di Allende, furono mantenuti contatti regolari con il suo agente del KGB, Svyatoslav Kuznetsov, che fu incaricato dalla sede centrale di "esercitare un'influenza favorevole sulla politica del governo cileno". Sempre secondo il file del KGB, Allende reagì positivamente agli inviti dei servizi sovietici a una collaborazione. Come poi accaduto, però, l'URSS "non mosse un dito" per evitare che si determinasse la spirale che poi portò al golpe dei militari e alla morte di Allende.
Una ipotesi più realistica fu quella inerente a un possibile "aiuto" da parte di Fidel Castro il quale, contravvenendo per altro alle indicazioni dell'URSS, suggerì e propose ad Allende un aiuto cubano in consiglieri militari da "infiltrare" nello Stato Maggiore dell'esercito cileno. Ma la cosa si concluse unicamente con un regalo costituito semplicemente da un piccolo corredo di fucili d'assalto Kalashnikov AK-47 per la guardia personale di Allende (il GAP, Grupos Amigos del Presidente) che effettivamente combatté disperatamente con quei fucili l'11 settembre 1973 contro i militari golpisti. Secondo questa visione, l'ipotesi di un sostegno sovietico al Cile di Allende perderebbe così ogni fondamento, anche perché, come da pianificazione predefinita in pieno clima di guerra fredda, l'URSS non avrebbe consentito la creazione di "una nuova Cuba" in Cile. Gli accordi presi durante la seconda guerra mondiale alla conferenza di Teheran e alla conferenza di Yalta, sulla divisione in blocchi del mondo tra le maggiori potenze vincitrici, erano infatti già stati violati nel 1959 per il caso cubano, e questo portò quasi gli Stati Uniti e l'Unione sovietica sull'orlo di una guerra nucleare, con la crisi dei missili del 1962, oltre che allo sbarco nella Baia dei Porci; quindi Mosca non avrebbe voluto che la storia potesse ripetersi, facendo dunque tragicamente reincrinare il fragile equilibrio tra le due superpotenze.

### Coinvolgimento degli Stati Uniti
Allo stesso tempo, gli Stati Uniti non tolleravano un nuovo possibile Stato socialista nell'emisfero occidentale, pertinenza del blocco filostatunitense, secondo i citati accordi. Avendo gli americani già dovuto tollerare Cuba e i governi non allineati come il peronismo argentino, la possibilità di vittoria di Allende alle elezioni cilene del 1970 fu considerata un disastro dal governo statunitense, che voleva proteggere gli interessi commerciali delle multinazionali nordamericane in America latina e prevenire la diffusione del comunismo durante la guerra fredda. Nel settembre 1970, il Presidente Nixon informò la CIA che un governo di Allende in Cile non sarebbe stato accettato e stanziò 10 000 000 dollari per fermare Allende nella sua corsa al potere o per spodestarlo. I piani della CIA finalizzati a impedire l'investitura di Allende a Presidente del Cile erano conosciuti come "Track I" e "Track II"; con Track I si cercò di impedire che Allende prendesse il potere attraverso il cosiddetto "inganno parlamentare", mentre sotto l'iniziativa del Track II, la CIA cercò di convincere gli ufficiali chiave delle Forze Armate cilene a effettuare il colpo di Stato; Nixon varò prima il Progetto FUBELT, poi l'Operazione Condor, volta a sradicare, con l'aiuto dei militari e degli estremisti di destra (tra cui molti neofascisti europei riparati in Sudamerica), ogni governo socialista o indipendente del continente americano. Uno degli uomini chiave, come ufficiale di collegamento tra i golpisti cileni e la CIA, fu l'agente Michael Townley.

## La crisi e il primo tentativo di golpe

### Tentativo di sfiducia del Congresso

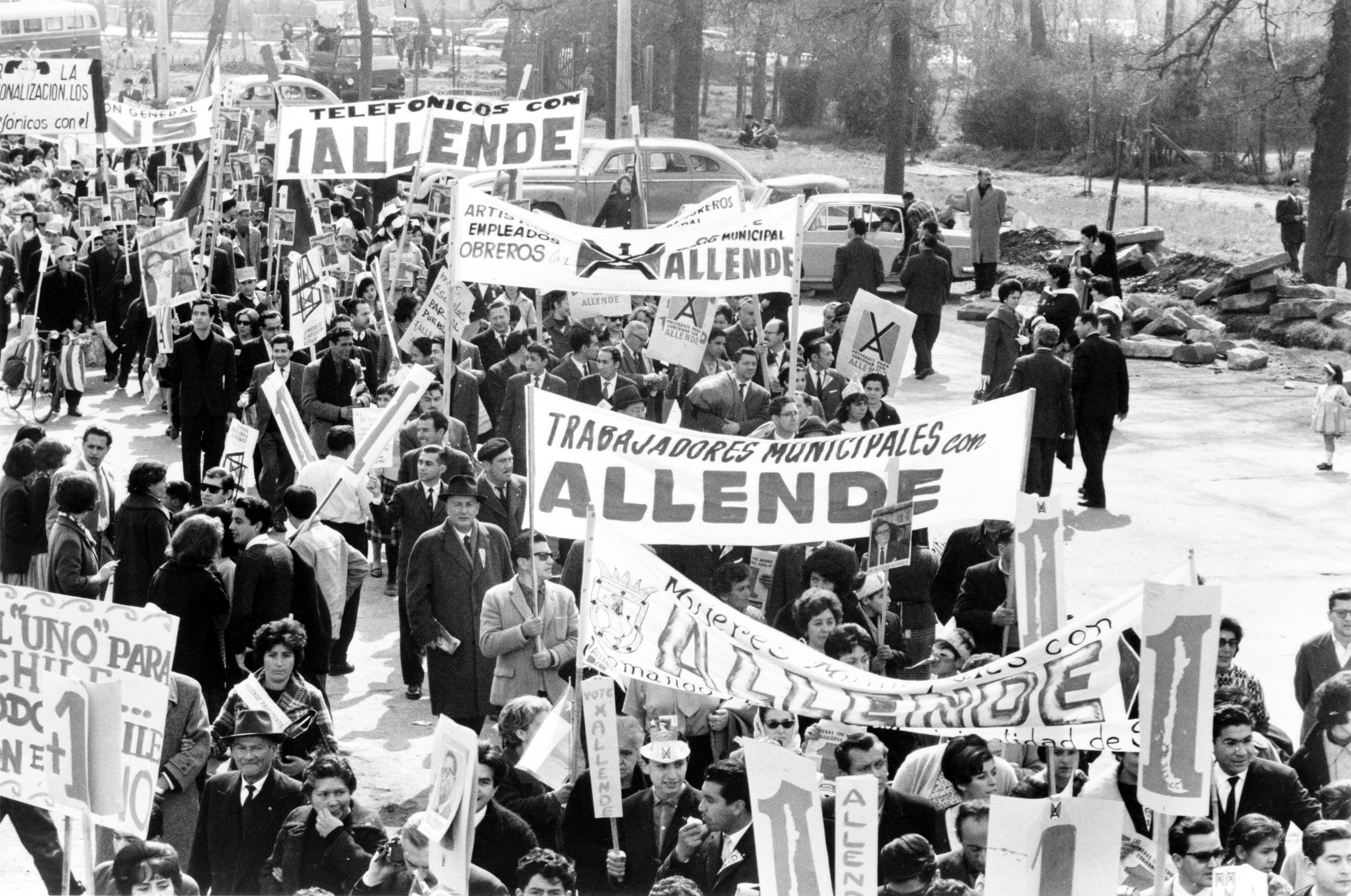
Sostenitori di Allende.

Il Parlamento tentò di sfiduciare Allende, approfittando del suo calo di consenso anche in Unidad popular, senza ottenere la maggioranza. La dichiarazione doveva ottenere i due terzi dei parlamentari: passò alla Camera dei deputati con 81 voti favorevoli e 47 contrari, ma non ottenne la maggioranza dei due terzi del Senato, costituzionalmente necessaria per condannare il presidente per abuso di potere.

### Il fallito golpe di giugno
Il 29 giugno 1973, il colonnello Roberto Souper circondò con il suo reggimento il palazzo della Moneda, residenza ufficiale del presidente cileno, con l'intento di deporre il governo di Allende. Il fallito colpo di Stato è conosciuto come Tanquetazo o golpe dei carri armati e fu organizzato dal gruppo paramilitare Patria y Libertad, ma fallì per l'intervento del generale Carlos Prats, fedele ad Allende; fu seguito, alla fine del mese di luglio, da uno sciopero generale che includeva i minatori di El Teniente.

### Appello ai militari degli avversari
Nell'agosto 1973 si verificò una crisi costituzionale, e la Corte Suprema, lamentando pubblicamente l'incapacità del governo di Allende di applicare la legge nel Paese e la Camera dei deputati (con i democristiani cileni uniti al Partito Nazionale), accusarono il 22 agosto il Presidente di atti incostituzionali, a seguito del suo rifiuto di promulgare emendamenti costituzionali già approvati dalla camera, i quali impedivano al suo governo l'applicazione dei massicci piani di nazionalizzazione e collettivizzazione socialiste. Venivano altresì invitati i militari a far rispettare l'ordine costituzionale.

### Le dimissioni di Prats e la nomina di Pinochet

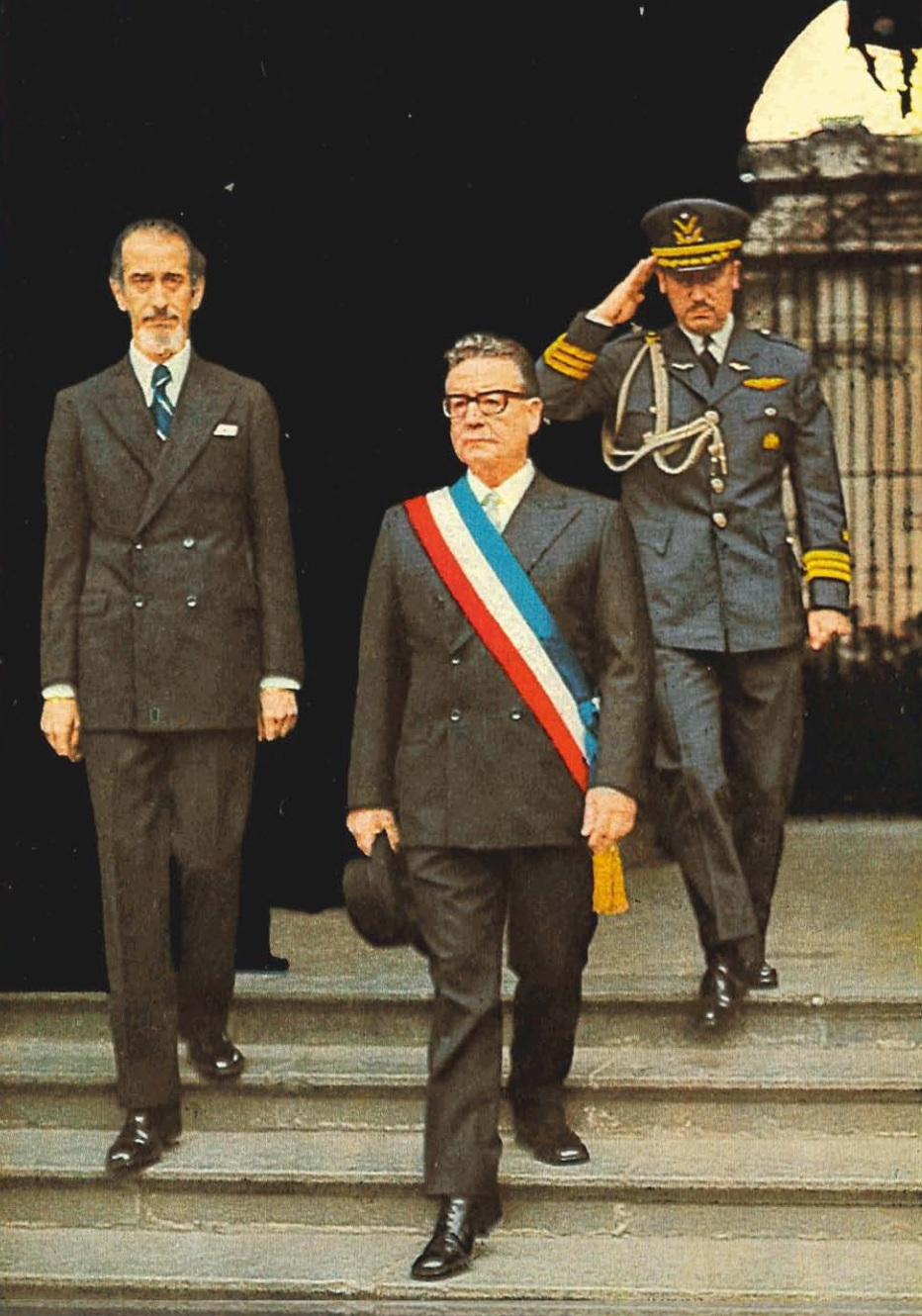
Fotografia scattata il 21 maggio 1972

Le conversazioni con Fidel Castro avevano avuto un ruolo di rilievo nel consolidamento dello scetticismo paranoide di Allende nei confronti delle forze armate. I servizi segreti cubani disponevano di una rete di spie e di informatori a Santiago del Cile, avevano accesso alle stanze dei bottoni attraverso la Guardia degli Amici Personali – che L'Avana aveva armato e addestrato –, ed erano venuti a conoscenza dei livelli allarmanti di entrismo fascista nelle forze armate. Il leader cubano aveva avvertito Allende in più occasioni del pericolo golpe, consigliandogli di armare il popolo cileno o perlomeno di potenziare composizione e arsenale della guardia presidenziale, ma il presidente cileno non seguì nessuna delle due indicazioni perché contrario all'idea delle milizie popolari.
Nei mesi successivi alla crisi di ottobre, tenendo a mente i moniti di Castro e informato della crescita di nostalgici ibañisti e di elementi di Patria y Libertad all'interno dei Carabineros, Allende decideva di affidare la titolarità di alcuni ministeri a dei militari suggeritigli dal generale Carlos Prats, seguace della dottrina Schneider, ponendo quest'ultimo a capo del Ministero della Difesa. Ma il 24 agosto, debilitato psicologicamente da due mesi di demonizzazione mediatica e di proteste fino all'uscio di casa provocate dall'incidente automobilistico con Alejandrina Cox, un episodio orchestrato dalla CIA nell'ambito di una strategia di distruzione psicologica, Prats rassegnò le dimissioni. A sostituire Prats fu chiamato il generale Augusto Pinochet, considerato un lealista da Allende per via della sua partecipazione attiva alla repressione del Tanquetazo, che il 24 stesso gli subentrò al comando delle forze armate.

### La risposta del presidente Allende alle accuse
Il 24 agosto 1973, il presidente Allende rispose, dichiarando che, in sostanza, il Congresso stava invocando l'intervento delle forze armate e dell'Ordine contro un governo democraticamente eletto e subordinando alle istituzioni armate la rappresentanza politica della sovranità nazionale, che non possono e non devono farsi carico di funzioni politiche, in quanto essa è la rappresentanza della volontà popolare, caratterizzando la dichiarazione del Congresso come destinata a danneggiare il prestigio del Paese e a creare confusione interna, predicendo che ciò faciliterà la sediziosa intenzione di determinati settori.

## Il golpe dell'11 settembre 1973

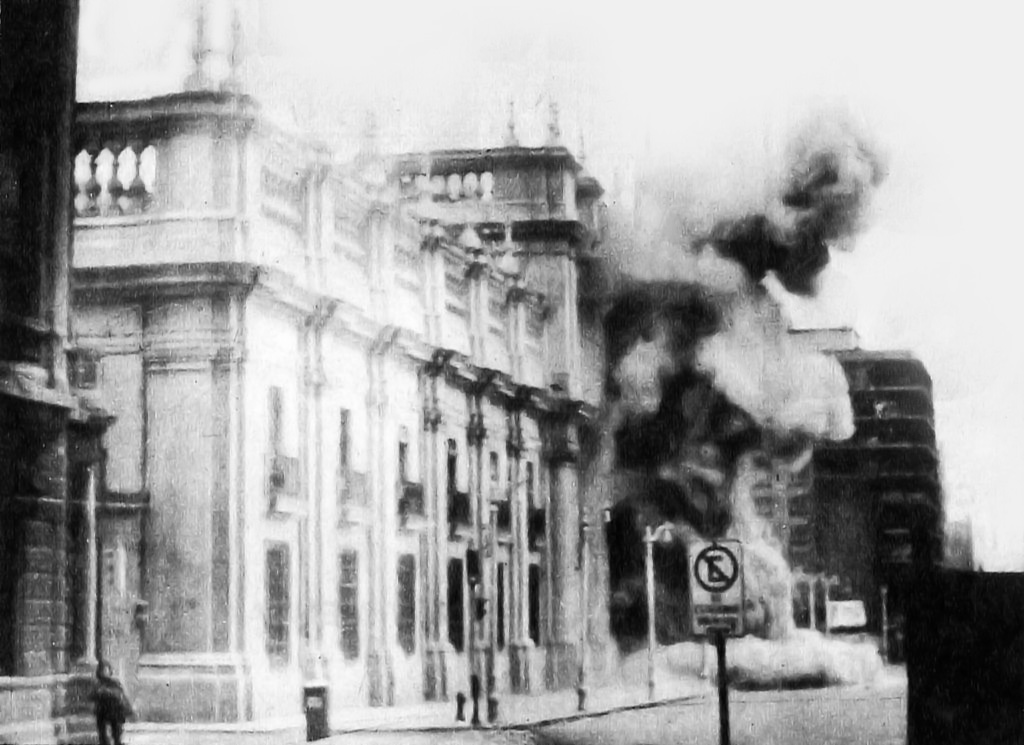
Il palazzo presidenziale colpito dai bombardamenti.

Nel settembre del 1973, i continui scioperi, l'altissimo tasso di inflazione e la mancanza di materie prime a causa del boicottaggio avevano gettato il paese nel caos. Le forze ostili ad Allende, che avevano manovrato per condurre il paese sull'orlo di una guerra civile che giustificasse un colpo di Stato, si preparavano ad agire. Il generale Pinochet fu messo a capo delle operazioni, in quanto comandante delle forze armate. I conservatori ripresero gli argomenti del Congresso accusando il governo di violenze e repressioni degli scioperi, censura, corruzione, e, con una campagna di stampa continuata dopo il golpe a opera dei militari, misero in giro voci diffamatorie sulla vita privata e sui piani politici di Allende, accusandolo di voler diventare un dittatore inscenando un finto colpo di Stato per esautorare il Parlamento, diffondendo queste illazioni giustificandole con la presenza nel paese delle formazioni paramilitari di estrema sinistra, come il MIR, che sostenevano la coalizione di governo, ma non avevano rinunciato alla lotta armata. Allende rifiutò fino all'ultimo di usare la forza e la legge marziale, che i poteri presidenziali permettevano, per evitare una guerra civile e per non tradire i propri principi, anche se una legislazione di emergenza avrebbe potuto salvare il governo.
La tesi della guerra civile imminente, e di Allende ormai esautorato dalle forze di guerriglia comunista, fu sostenuta anche da Patricio Aylwin, il primo presidente del ritorno alla democrazia negli anni novanta: "Il governo di Allende aveva esaurito, con un totale fallimento, la via cilena verso il socialismo e si apprestava a consumare un autogolpe per instaurare con la forza la dittatura comunista. Il Cile visse sull'orlo del "Golpe di Praga" che sarebbe stato tremendamente sanguinoso, e le Forze Armate non fecero altro che anticipare quel rischio imminente". L'esercito attaccò quindi Santiago, cogliendo il presidente alla sprovvista, bombardando La Moneda e arrestando o uccidendo gli oppositori.
Era l'11 settembre e le forze armate cilene guidate dal generale Augusto Pinochet misero quindi in atto il piano del golpe contro Allende. Fino all'ultimo, Allende non volle credere che Pinochet lo avesse tradito, fino a quando divenne palese il suo ruolo nel colpo di Stato.

### La morte di Allende
Durante l'assedio e la successiva presa del Palacio de La Moneda, Allende morì in circostanze che rimasero a lungo oscure e solo in seguito si attribuì la sua morte a un suicidio,
 dopo un ultimo discorso alla radio, in cui affermò:
(Estratto dall'ultimo discorso radiofonico di Salvador Allende, poche ore prima della sua morte, l'11 settembre 1973)
Allende concluse il discorso con le celebri parole:

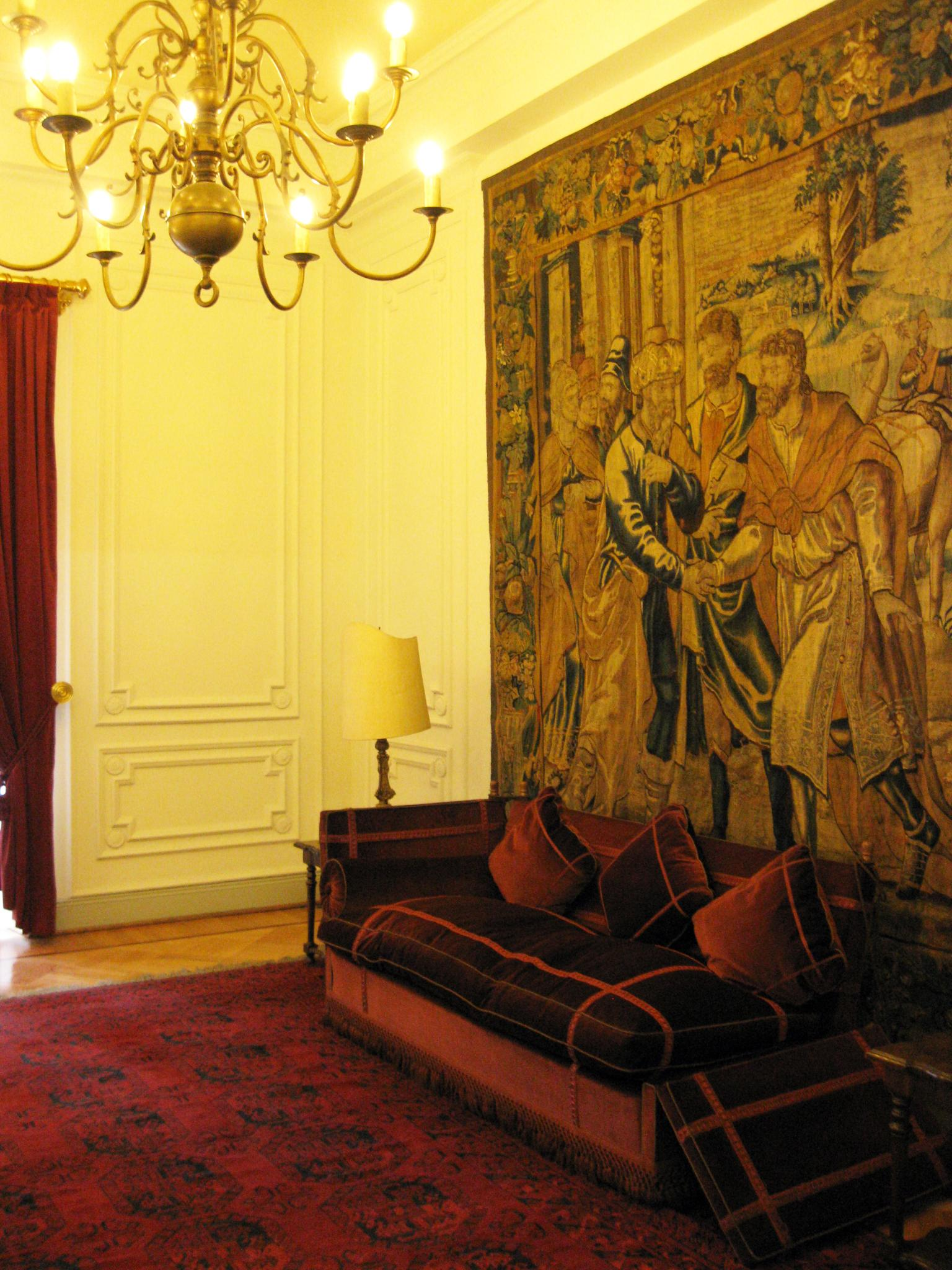
L'ufficio presidenziale di Allende, oggi restaurato. È visibile il divano sul quale Allende si sparò alla testa l'11 settembre 1973.

Secondo la ricostruzione degli eventi il presidente si asserragliò con la sua guardia di sicurezza, un pugno di uomini conosciuti come Grupo de Amigos Personales o Grupo Amigos del Presidente (GAP) all'interno degli uffici della Moneda. Tra le persone rimaste vi erano il direttore generale dei Carabineros de Chile (che non aveva aderito al golpe), il futuro scrittore Luis Sepúlveda e la sua segretaria personale, Miria Contreras detta la Payita, che si era trattenuta, nascondendosi, contro il volere del Presidente che aveva fatto uscire tutte le donne e coloro che non sapevano maneggiare armi.
Il presidente, ignaro che la sua casa era anch'essa stata bombardata, fece uscire due delle sue tre figlie, che al momento si trovavano lì, raccomandando loro di raggiungere la madre e l'altra sorella.
Allende respinse ogni ipotesi di fuga, sia che fosse organizzata dai suoi uomini, sia come un possibile aiuto fornito dalla Massoneria a un confratello in grave pericolo.

Circa le circostanze della sua morte, la versione ufficiale, confermata dal suo medico personale, Patricio Guijon, è che il Presidente si sarebbe tolto la vita con un fucile AK-47 donatogli da Fidel Castro, mentre altri sostengono che fu ucciso dai golpisti di Pinochet mentre difendeva il palazzo presidenziale, portando talvolta prove forensi e documentali contestate; un racconto di tali momenti, secondo questa versione, fu scritto dallo scrittore e giornalista colombiano Gabriel García Márquez nel breve articolo intitolato La vera morte di un Presidente, dove l'esecuzione del delitto è attribuita al generale Javier Palacios (1926-2006):
(Gabriel García Márquez)
Negli anni ottanta il medico diede in un'intervista (trasmessa dalla trasmissione televisiva Mixer di Giovanni Minoli) la propria versione dettagliata dell'accaduto. Secondo il racconto del medico, che era insieme con Allende all'interno della Moneda, a seguito del bombardamento aereo e del successivo incendio, Allende disse a coloro che con lui difendevano la Moneda dalle finestre del primo piano di uscire dal Palazzo ormai indifendibile rimanendo solo nell'ufficio, e che lui sarebbe uscito per ultimo. Il medico rientrò poco dopo nell'ufficio, proprio nel momento in cui Allende, seduto su un divano, si stava uccidendo con una scarica di mitragliatore alla testa dal basso in alto. In particolare, il medico disse di aver visto la parte superiore della calotta cranica di Allende volar via per effetto della scarica. Anche altri testimoni videro Allende con il fucile in mano, sdraiato sul divano, dopo lo sparo. Sono state avanzate ipotesi di omicidio anche da parte di una guardia del corpo cubana su ordine di Castro, per poterne usare la morte a fine propagandistico, ma tale ipotesi, propugnata da storici ostili ad Allende, non trova riscontri.

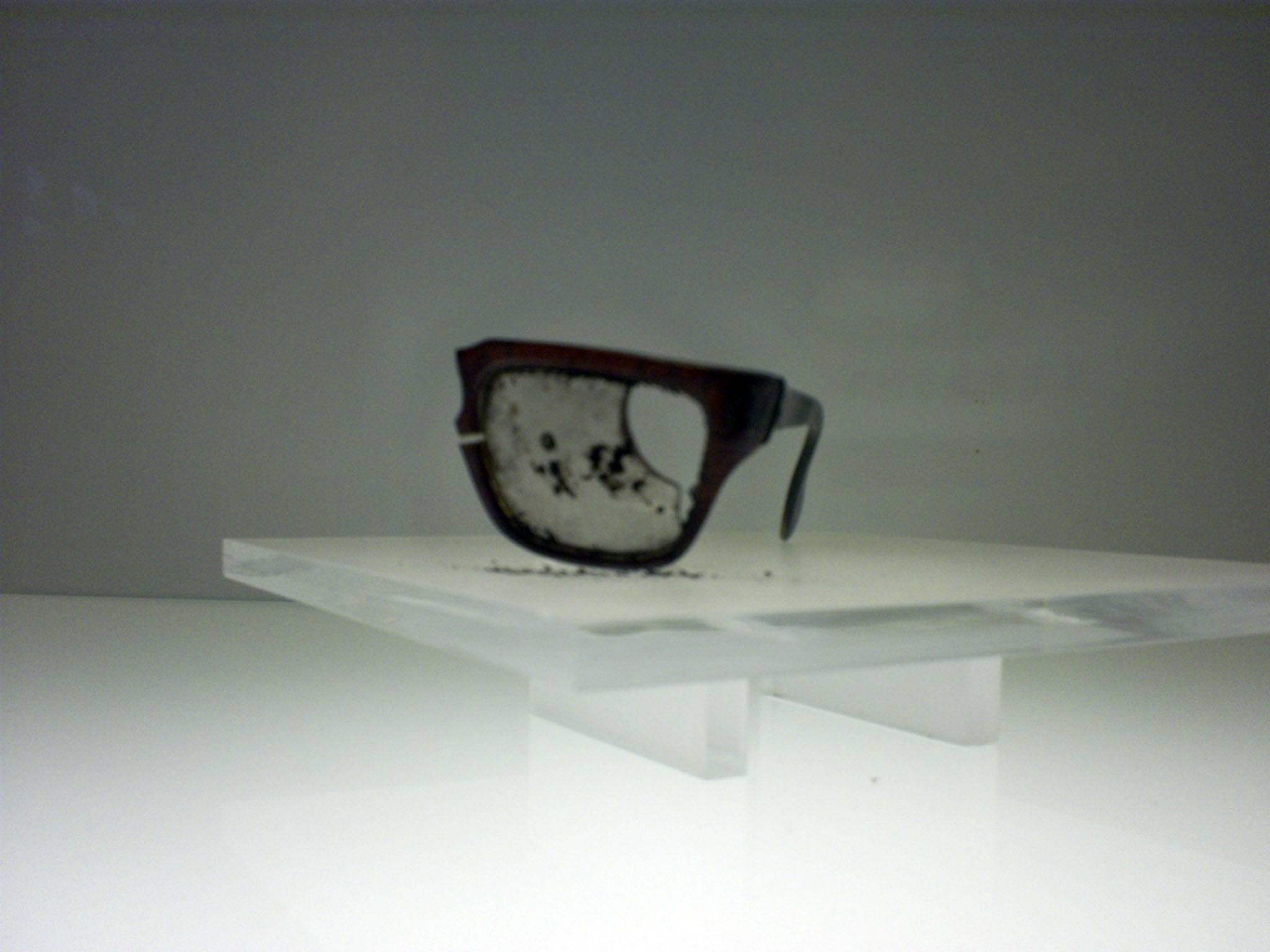
Esposizione di una lente degli occhiali indossati da Allende.

La famiglia, con qualche dubbio della moglie che riteneva possibile l'omicidio da parte dei soldati di Pinochet, ha sempre accettato la versione ufficiale del suicidio: nel 2011 la figlia Isabel Allende Bussi ha chiesto la riesumazione del corpo, dal Cimitero monumentale di Santiago del Cile; l'autopsia ha accertato che si tratta sicuramente del corpo di Allende e ha confermato la versione del suicidio. Come sostenuto dalla figlia, egli si uccise pur di non arrendersi a Pinochet, che voleva offrirgli l'esilio al posto dell'arresto, almeno a parole (forse per inscenare poi un incidente aereo), anche se i golpisti sono considerati senza dubbio i responsabili morali della sua fine.
Una fotografia del corpo senza vita di Allende fu scattata da un fotografo autorizzato dai militari, mentre la moglie non poté invece vederlo chiaramente; l'autopsia del 1973 fu superficiale e una parte dei resti venne smarrita nel 1990 durante la riesumazione che non fu condotta con accuratezza; in altre immagini dei reperti della scena si nota che la pallottola aveva trapassato e rotto i suoi occhiali.

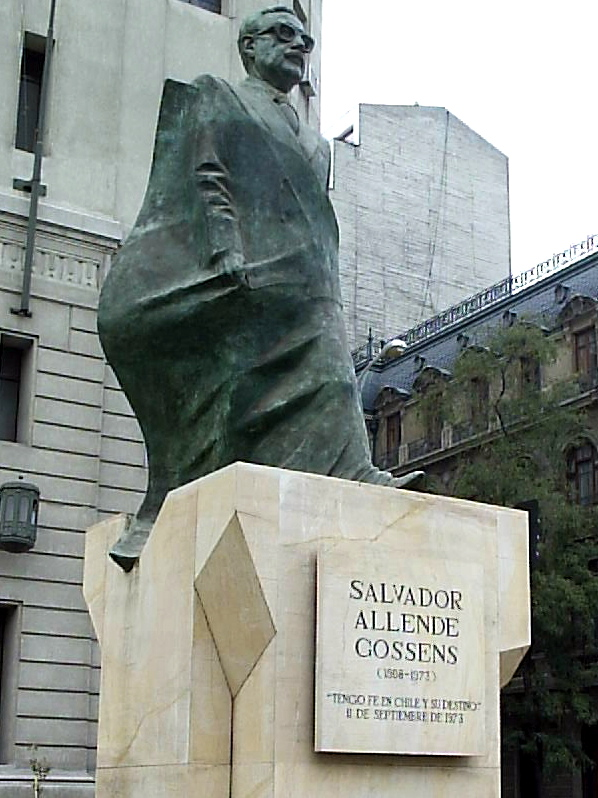
Statua di Allende alla Moneda. La targa riporta un estratto dell'ultimo discorso e porta incise le parole: «Salvador Allende Gossens 1908-1973 "Ho fede nel Cile e nel suo destino" 11 settembre 1973».

Tuttavia alcuni storici e ricercatori, tra cui il medico Luis Ravanal Zepeda hanno nuovamente messo in dubbio nel 2015 la verità ufficiale, confermata anche dalla Corte suprema nel 2014, sulla base di reperti autoptici, fotografie e testimonianze (tra cui parenti di militari golpisti che ne raccolsero le confidenze anni dopo), sostenendo, come aveva fatto García Márquez (seppur con alcuni dettagli errati e alcuni corretti, come lo sparo alla mano del generale), che Allende fu ferito mortalmente in uno scontro a fuoco, e poi ucciso con un colpo a bruciapelo alla testa dal generale Palacios; solo in seguito, secondo l'interpretazione dell'autopsia data dall'esperto, fu inscenato il suicidio, sparando al cadavere con il fucile AK-47 da sotto il mento, e colpendolo forse al volto (che appariva sfigurato come se fosse stato calpestato pesantemente) rendendolo irriconoscibile. In particolare, Ravanal ha ritrovato un referto medico legale desecretato in cui si dice che sulla testa del Presidente era presente un residuo da sparo (piombo-bario-antimonio) effettuato a stretto contatto, con una pistola di piccolo calibro come quelle in dotazione agli ufficiali dell'esercito cileno, data anche la presenza di un foro d'uscita sulla nuca e uno d'entrata sulla calotta, incompatibili con la versione fornita dal governo e dal medico di Allende.

### La sepoltura
Nel 1973 Allende fu sepolto senza funerale a Viña del Mar e in forma anonima nel piccolo cimitero di Santa Ines posto in alto di fronte all’Oceano Pacifico, nella tomba della famiglia Grove, parenti della moglie che era l'unica familiare presente e che all'inumazione gridò: "Aquí enterramos a Salvador Allende, Presidente de Chile!". Seguendo l'indicazione proveniente dalla voce pubblica, dopo appena tre giorni una delegazione dell'Internazionale Socialista vi si recò a rendere omaggio al tumulo, nonostante fosse presidiato dai militari.
Durante il governo del presidente Aylwin, nel 1990, "abbiamo" - nelle parole della figlia - "potuto riportare i resti del presidente Allende dal cimitero di Santa Ines a Viña del Mar affinché fosse sepolto a Santiago, accompagnato da quel popolo che non lo ha mai scordato": da allora riposa nel Cimitero monumentale di Santiago del Cile, in un grande mausoleo.

## Le conseguenze del golpe e la memoria di Allende
(Víctor Jara, Estadio Chile)
In seguito al colpo di Stato, in Italia ci furono molti scioperi in solidarietà con Allende e il popolo cileno. Italia e Svezia non riconobbero mai il regime di Pinochet e per tutti i 17 anni di dittatura ufficialmente rimasero in carica gli ambasciatori accreditati da Salvador Allende. Entrambi gli Stati, ma specialmente la Svezia sotto i governi di Olof Palme e Thorbjörn Fälldin, concessero asilo politico agli esuli cileni, come fecero altri paesi tra cui molti del blocco comunista (es. Cuba, Repubblica Democratica Tedesca). Alla famiglia Allende fu concesso dal regime di andare subito in esilio all'estero, prima a Cuba e poi in Messico o negli Stati Uniti (la figlia Beatriz e la sorella Laura si sarebbero successivamente suicidate, mentre la nipote Isabel, la moglie Hortensia e la figlia Isabel rientrarono in Cile nel 1990), mentre i collaboratori di governo di Allende e i membri più influenti dei partiti democratici furono internati all'Isola Dawson fino al 1976.
Il colpo di Stato, che molti cileni speravano proteggesse la costituzione, ora si manifestava in tutto il suo orrore. I soldati fucilarono i primi dissidenti catturati nello stadio nazionale del Cile, tra di essi il cantante Víctor Jara, mentre i sostenitori di Unidad popular venivano sequestrati, torturati e, molti, uccisi. Pablo Neruda, già malato, sarebbe morto invece in ospedale, in circostanze poco chiare, mentre stava per partire nuovamente in esilio. Il 13 settembre la giunta sciolse il parlamento e proibì i partiti politici.
Pinochet avrebbe invece di fatto "regnato", non democraticamente eletto, per i successivi diciassette anni. La violazione dei diritti umani da parte del suo governo è stata, così come testimoniano precise prove documentali, sistematica prassi quotidiana e alla fine del lungo periodo di dittatura si stimarono più di 3 000 vittime (anche non cilene), fra morti e desaparecidos e circa 30 000 persone torturate (le cifre sono tratte dal Rapporto Rettig, un'inchiesta ufficiale condotta in Cile dopo la fine della dittatura di Pinochet, nel 1990), anche se alcuni conti indicano 40 000 vittime, cifra non ufficiale. Secondo Amnesty International i morti (compresi gli scomparsi) furono invece 3 216. Tranne che per la strage dello stadio nazionale del Cile, Pinochet tentò di insabbiare questi crimini parlando di morti in scontri di guerriglia o di esiliati, anziché di sequestri e omicidi.
Molti cileni continuarono a rimpiangere Allende nonostante la repressione e la censura dei militari. Documenti americani declassificati a partire dalla presidenza Clinton indicano altresì come la CIA, il servizio segreto degli Stati Uniti d'America, sia stato la "longa manus" del governo di quest'ultimo Paese, appoggiando il rovesciamento con la forza di Allende e incoraggiando l'uso della tortura da parte delle forze armate di Pinochet.

### L'eredità spirituale e il dibattito successivo
(Sandro Pertini)

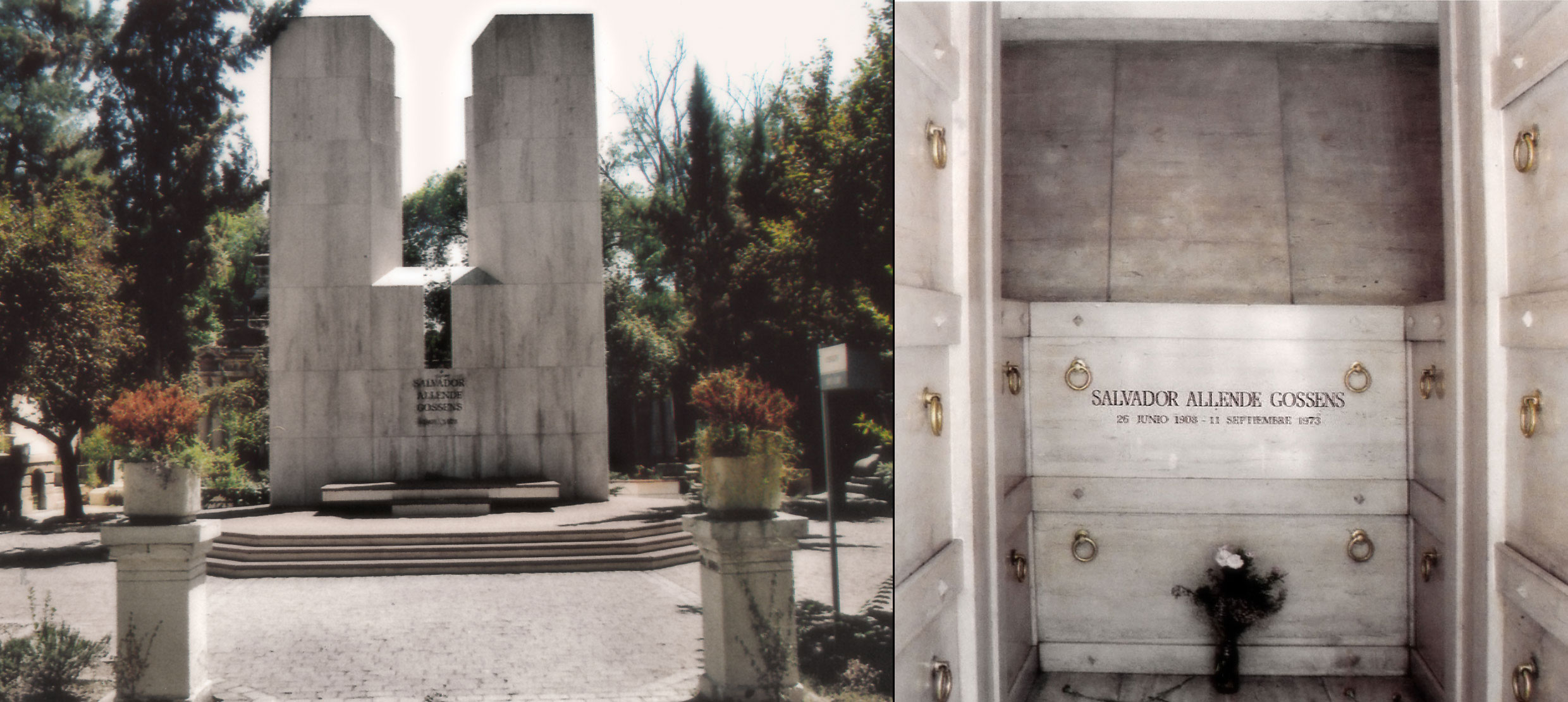
Il grande mausoleo di Salvador Allende, al cimitero monumentale di Santiago del Cile: veduta del complesso funebre dal viale principale (a sinistra) e tomba di Allende (a destra).

Più di trent'anni dopo la sua morte, Allende rimane un personaggio controverso. Un ampio e partecipato dibattito si è aperto in tutto il mondo su come sarebbe potuta evolvere la storia del Cile se Allende non fosse morto. Ma in queste riflessioni Allende è un simbolo, che impersona le idee sostenute e in via di applicazione, mentre il dibattito fu ed è di idee.
Elemento fattuale comune a tutte le impostazioni polemiche è che, in concreto, si è subito sospettato e oggi si ha per ben certo (per loro stessa ammissione documentale) che gli Stati Uniti abbiano quantomeno favorito un arresto coatto e violento di un processo politico democratico interno di un altro paese.
Ciò ovviamente veniva interpretato alternativamente come un'insostenibile sopraffazione imperialista o come un opportuno intervento per impedire avanzamenti dell'ideologia sovietica in America Latina, considerata dagli Stati Uniti il proprio 'cortile di casa' sin dai tempi della dottrina Monroe.
Dalla sinistra dunque Allende è considerato un martire, caduto per la causa del socialismo.
I militanti di sinistra, e non solo, si volsero ben presto a identificare negli Stati Uniti, e specificamente nell'allora Presidente Richard Nixon, con l'avallo del suo Segretario di Stato Henry Kissinger e della CIA (in particolar modo tramite il loro principale canale di collegamento in Sudamerica, rappresentato dall'agente segreto Michael Townley), i diretti responsabili della sua morte e lo vedono come una delle vittime dell'"imperialismo americano".
Il suo viso è stato anche stilizzato e riprodotto come un simbolo del marxismo, così come era accaduto per la famosa immagine di Che Guevara. Allende e altri leader sono stati l'ispirazione del cosiddetto socialismo del XXI secolo.
Dalla destra si guarda invece meno favorevolmente alla figura di Allende. La sua stretta amicizia con Fidel Castro ha portato molti ad accusarlo di essere un comunista. Affermano anche che le profonde riforme che aveva attuato mentre era al potere avevano messo in ginocchio l'economia del paese, tentando di instaurare il socialismo reale di stampo sovietico, o una dittatura sul modello di Castro, cosa sempre negata da Allende, che si ispirava a un socialismo democratico marxista ma riformista.

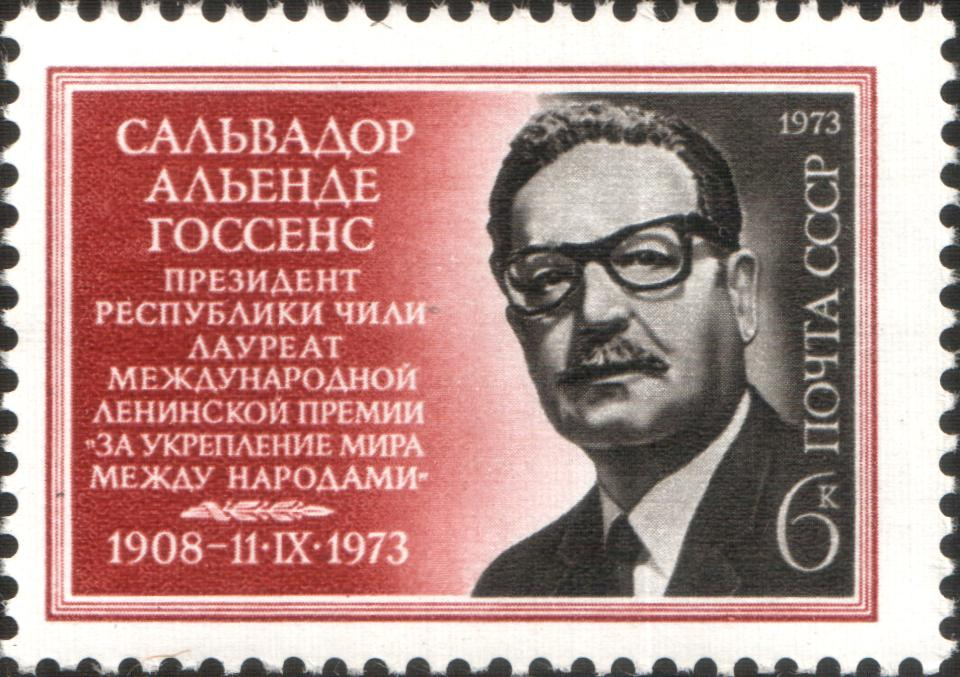
Francobollo sovietico.

Il coinvolgimento degli USA nel golpe che depose Allende rimane un argomento scottante sulla condotta della Casa Bianca durante la guerra fredda in territorio extra-statunitense. L'abbattimento del governo democratico di Allende resta sicuramente tra i più controversi colpi di stato in America Latina. Pressati dall'opinione pubblica internazionale, a partire dalla presidenza di Jimmy Carter gli Stati Uniti cominciarono a prendere le distanze dal regime dittatoriale cileno.
Come dimostrato in parte dai documenti poi declassificati e resi pubblici dal presidente statunitense Bill Clinton, è oggi provato l'appoggio americano al colpo di Stato.
Solo negli anni 2000, Colin Powell, segretario di Stato (cioè Ministro degli Esteri) del presidente statunitense repubblicano George W. Bush, ha dichiarato che il sostegno al golpe cileno "non è un momento della storia degli Stati Uniti di cui andiamo particolarmente orgogliosi". Nel 2016 la magistratura statunitense ha incriminato un militare cileno coinvolto nel golpe, per l'omicidio del cantante Víctor Jara, ai sensi del Torture Victim Protection Act del 1991.

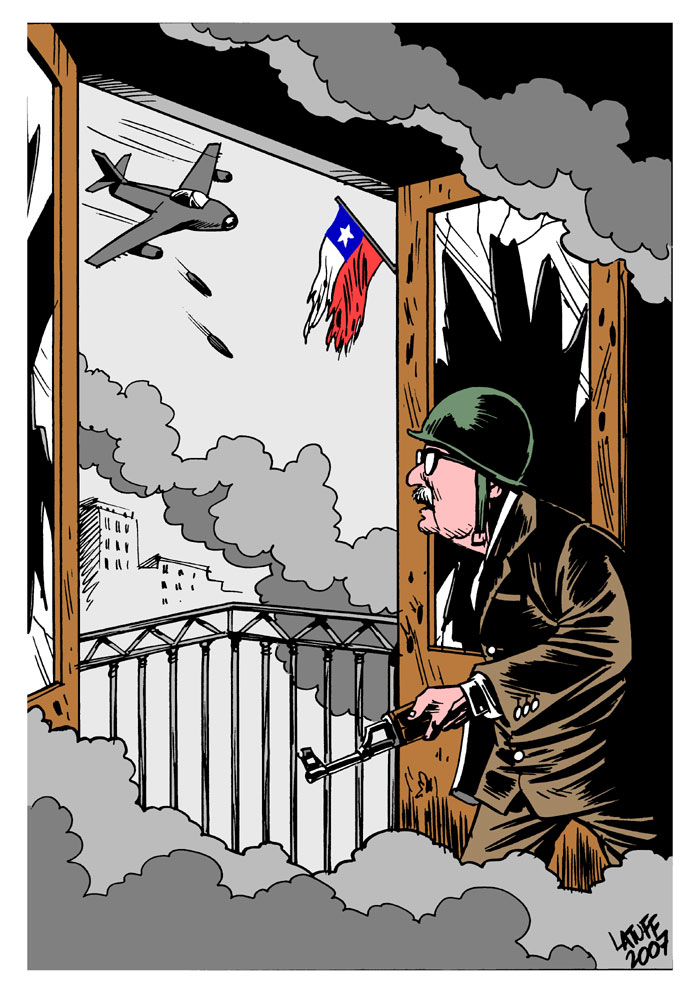
11 settembre 1973, disegno di Carlos Latuff che raffigura Allende che difende la Moneda dal golpe.

Il Festival del cinema latino americano di Trieste assegna ogni anni il "Premio Salvador Allende", a chi si è distinto con il proprio impegno culturale, politico o sociale nel "riscattare la memoria e la storia dei popoli latinoamericani". Tra i vari vincitori Miguel Littín e Bettino Craxi (premio alla memoria).

## Galleria d'immagini

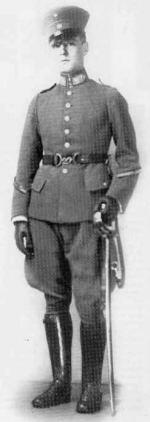
Durante il servizio militare.
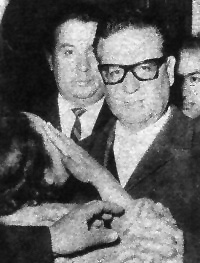
Allende vota alle elezioni del 1964.
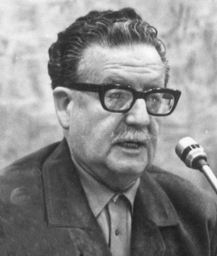
Durante un discorso.
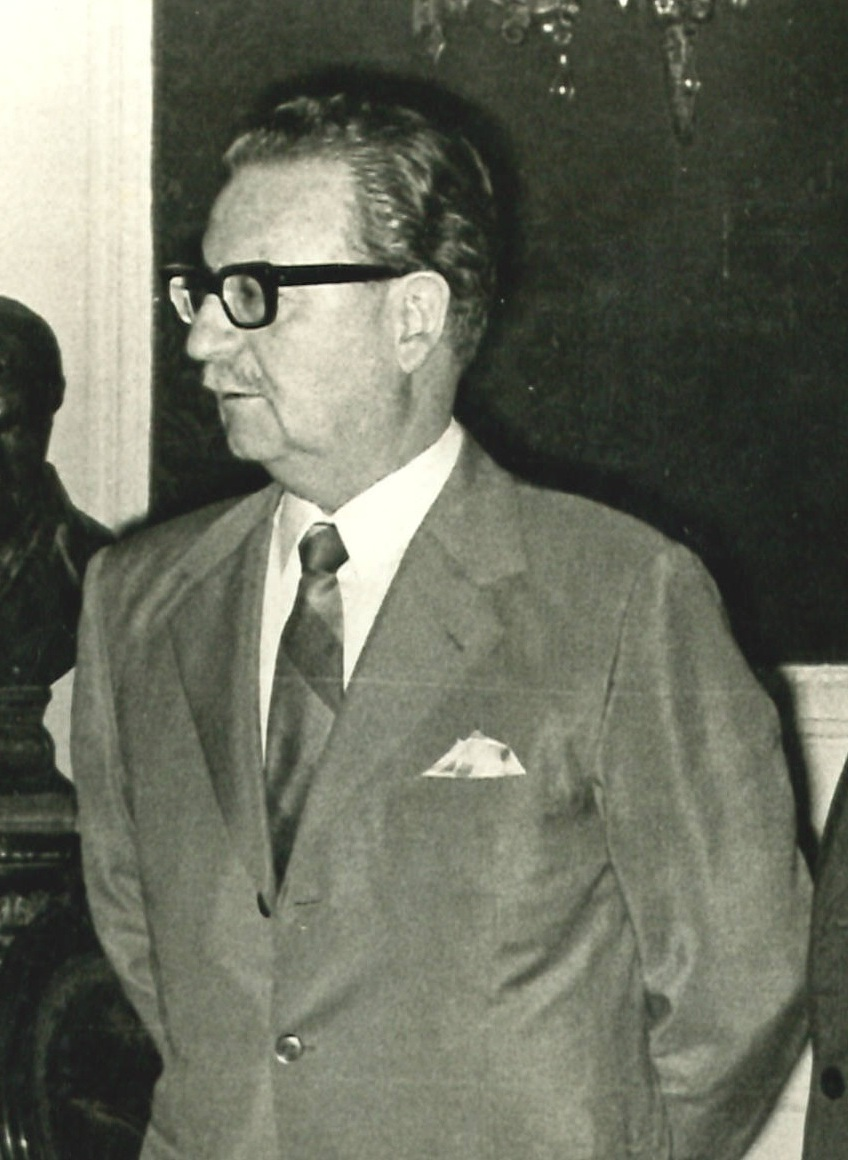
Alla Moneda durante un incontro ufficiale.

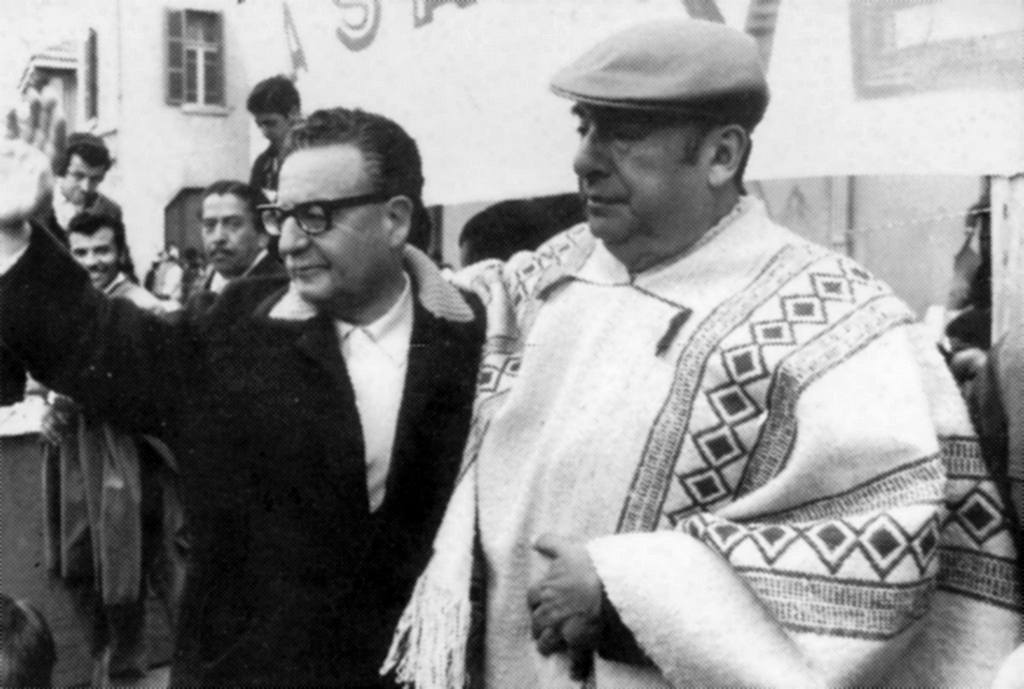
Insieme con Pablo Neruda.
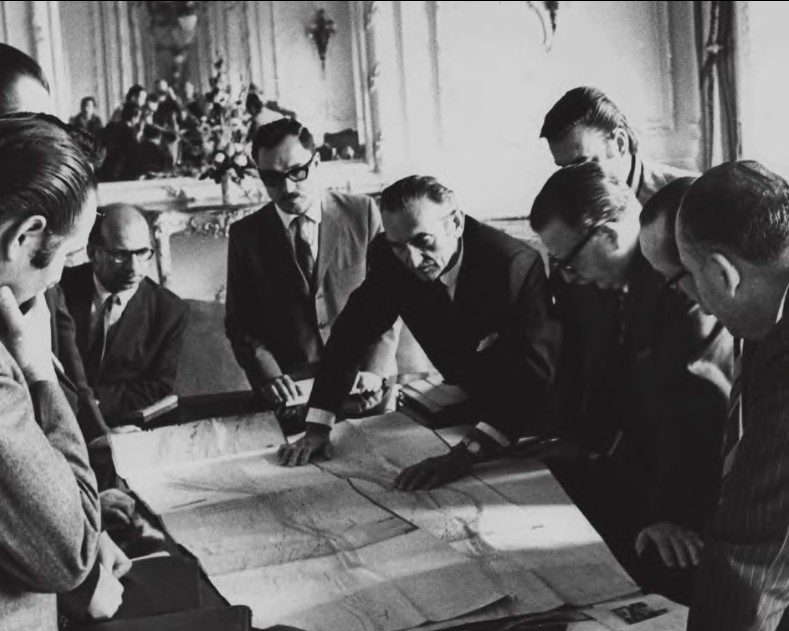
Con i ministri al lavoro.
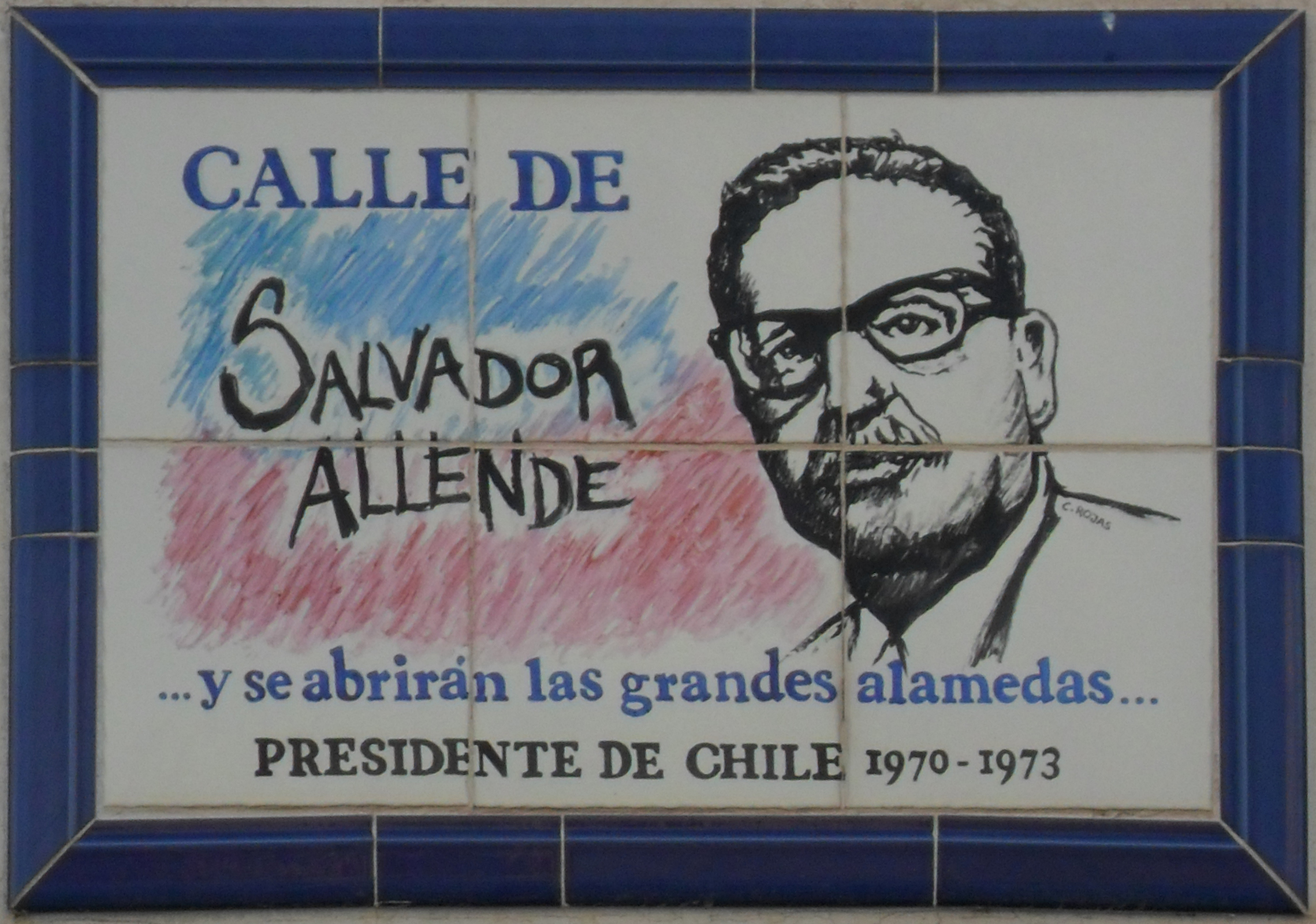
La targa della via intitolata a Madrid.
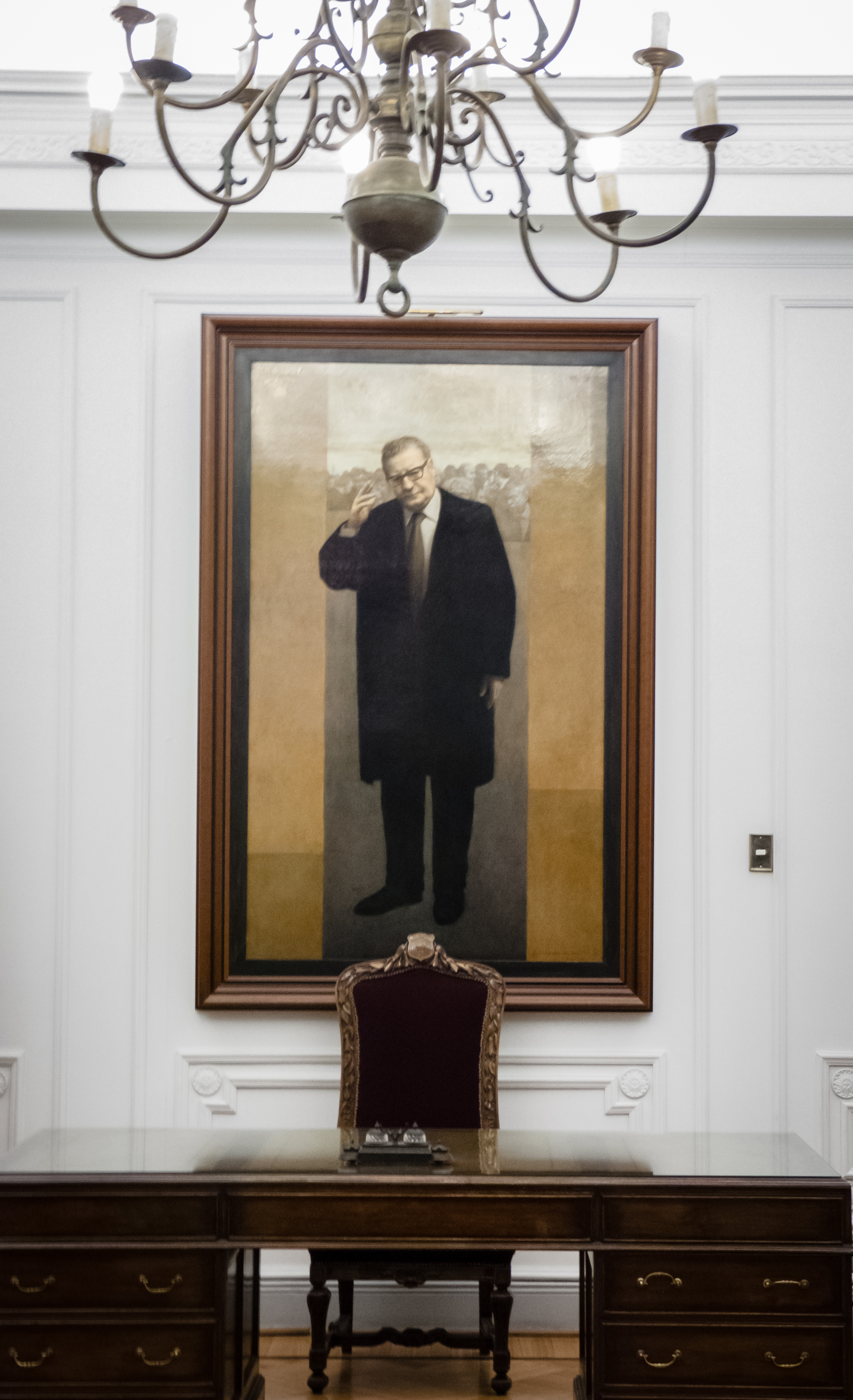
Il cosiddetto Salone Bianco alla Moneda, intitolato ad Allende, con dipinto raffigurante il presidente socialista.